# Mayerlingi tragédia

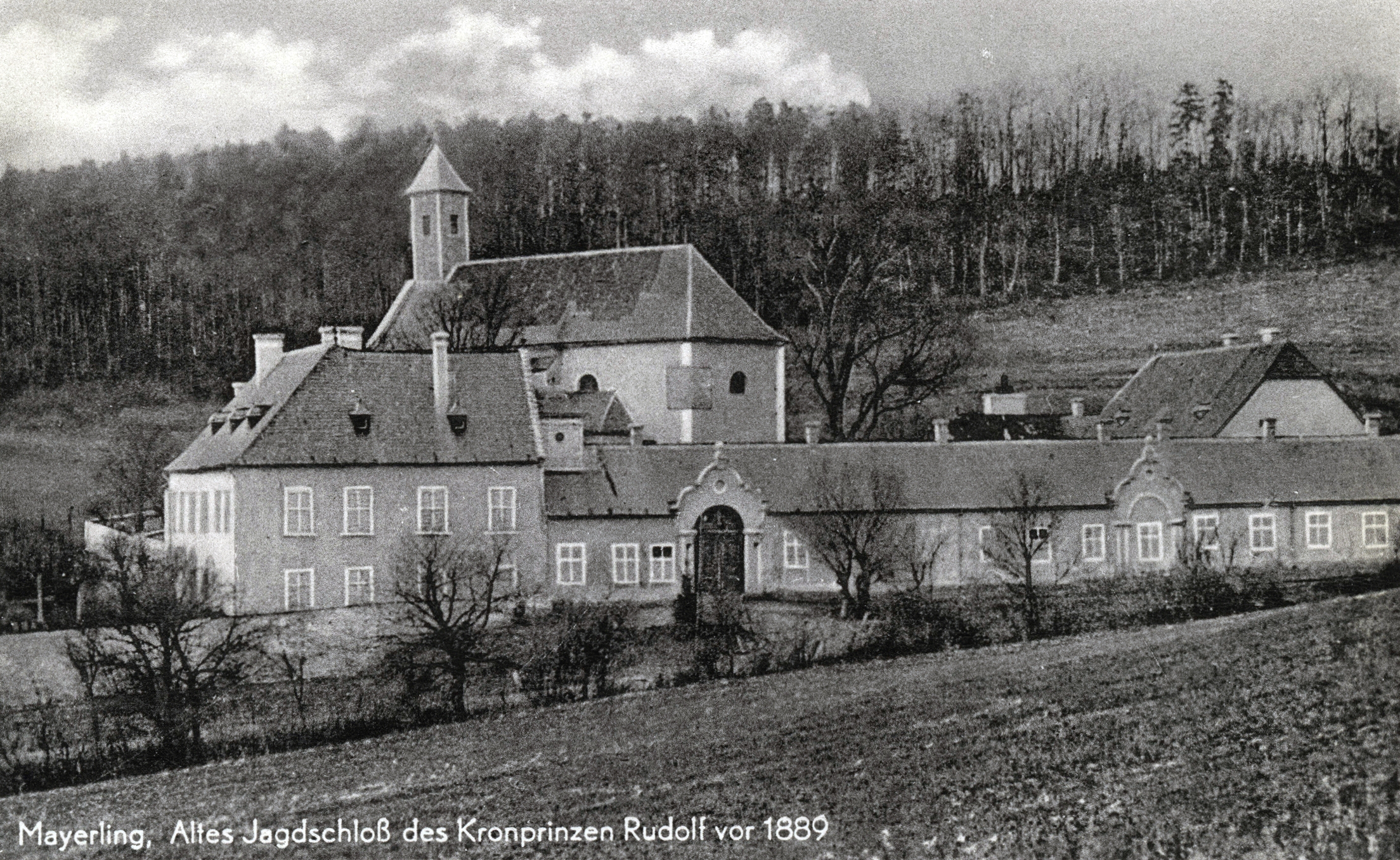
Az egykori vadászkastély Mayerlingben

Mayerlingi tragédiaként ismerjük azokat az 1889-es eseményeket, amelyek a Bécstől 24 km-re fekvő, Mayerling településen álló vadászkastélyban történtek, melynek során az Osztrák–Magyar Monarchia trónörököse, a 31. évében járó Rudolf és 17 éves szeretője, Maria von Vetsera életét vesztette. Számos feltételezés forog közszájon halálukkal kapcsolatban, de a jelenlegi bizonyítékok alapján együttes öngyilkosságot követtek el. Rudolf előbb főbe lőtte szerelmét, majd egy tükör segítségével magával is végzett. Emellett élnek azonban olyan teóriák is, amelyek politikai gyilkosságról, balesetről és egyéb lehetőségekről szólnak.

## Előzmények
Rudolfot 1888-ban nevezték ki a gyalogság főfelügyelőjévé, de ez inkább kiiktatását, mint előléptetését jelentette. A címet ugyanis külön az ő számára hozták létre, a kinevezés velejárója az volt, hogy gyakran kellett a Monarchia különböző részén megtartott csapatszemléken részt vennie. A sok fáradsággal járó utazás a trónörököst egészségileg és szellemileg is kimerítette, az év nyarán már súlyos depresszió is kínozta. Ehhez társult az is hogy 1887-től fájdalmaira morfint is szedett.

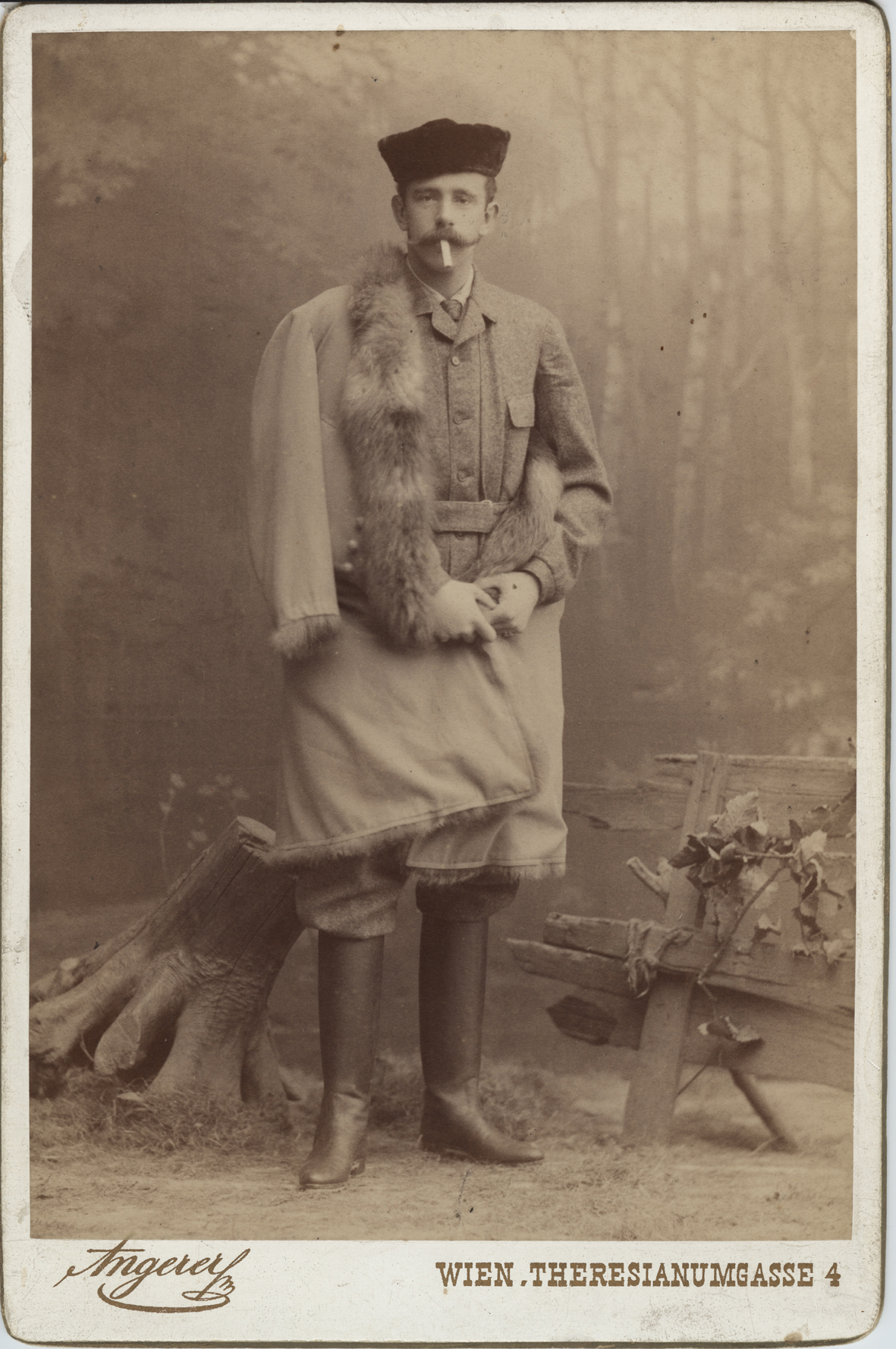
Rudolf, az egyik áldozat, feltehetően 1889 januárjában…

A betegségek hatásait csak súlyosbította, hogy politikai és katonai téren is kudarcokat kellett elszenvednie, depressziója olykor súlyosbodott, amit felesége is megemlít emlékirataiban. Viselkedésének megváltozását újságcikkekben is szóvá tették (pl. Börsen-Courir, 1888. december 1.), kitérve arra is, hogy a vele való érintkezés egyre nehezebb ideges természete miatt, gyakran veszítette el önuralmát, és tett utalást korai halálára. Moritz Szepsnek 1888 augusztusában írt levelében addigi életét e szavakkal „méltatja”: „Harminc év nagy idő, s nem éppen szívderítő; sok idő telt el többé-kevésbé hasznosan, de igazi tetteket és sikereket nem tartalmazott”, és „egyre kevésbé vagyok friss és munkaképes.” Állapotát csak tovább súlyosbította, hogy korábbi életmódjával sem hagyott fel; hajszolta az élvezeteket, majd késő estéig és hajnalig ült íróasztalánál leveleket és politikai fogalmazványokat írva, alvásra alig hagyva többet 3-5 óránál. Lelki problémái láthatóvá váltak; lefogyott, sápadt lett és megöregedett. A lelki válságát az is mélyíthette, hogy potenciaproblémákkal is küzdött (legalábbis egy rendőrségi feljegyzés szerint).
Rudolfot folyamatos megfigyelés alatt tartották. Nemcsak a hivatásos besúgók, hanem Johanna Wolf, a kerítőnő és Mizzi Kaspar is tett jelentéseket Florian Meissner rendőrnyomozónak. Wolf Mizzi Kasparon keresztül is fontos információkhoz jutott, melyeket szintén továbbított. Többek között azt is, hogy 1888 nyarától Rudolfot foglalkoztatta a közös öngyilkosság gondolata (Kasparral), amelynek szerinte a legalkalmasabb helyszíne a mödlingi Husarentempel lett volna. Mizzi Kaspar nem vette félvállról az ajánlatot. Személyesen ment el a rendőrségre, és jegyzőkönyve diktálta a trónörökös öngyilkossági tervét.
Utolsó hónapjának két fontos mozzanata volt. Az egyik a francia elnökválasztás, melyen az akkori hadügyminiszter – németellenes, háború párti – Georges Boulanger indult nagy esélyekkel, a másik pedig a magyar honvédelmi (véderő)törvény, és az amiatt kirobbant zavargások voltak. A vita a közös hadsereg megosztásán folyt, amelyben Tisza és Andrássy oldalán az osztatlan közös hadsereg fenntartása mellett állt ki.

## Az utolsó napok krónikája

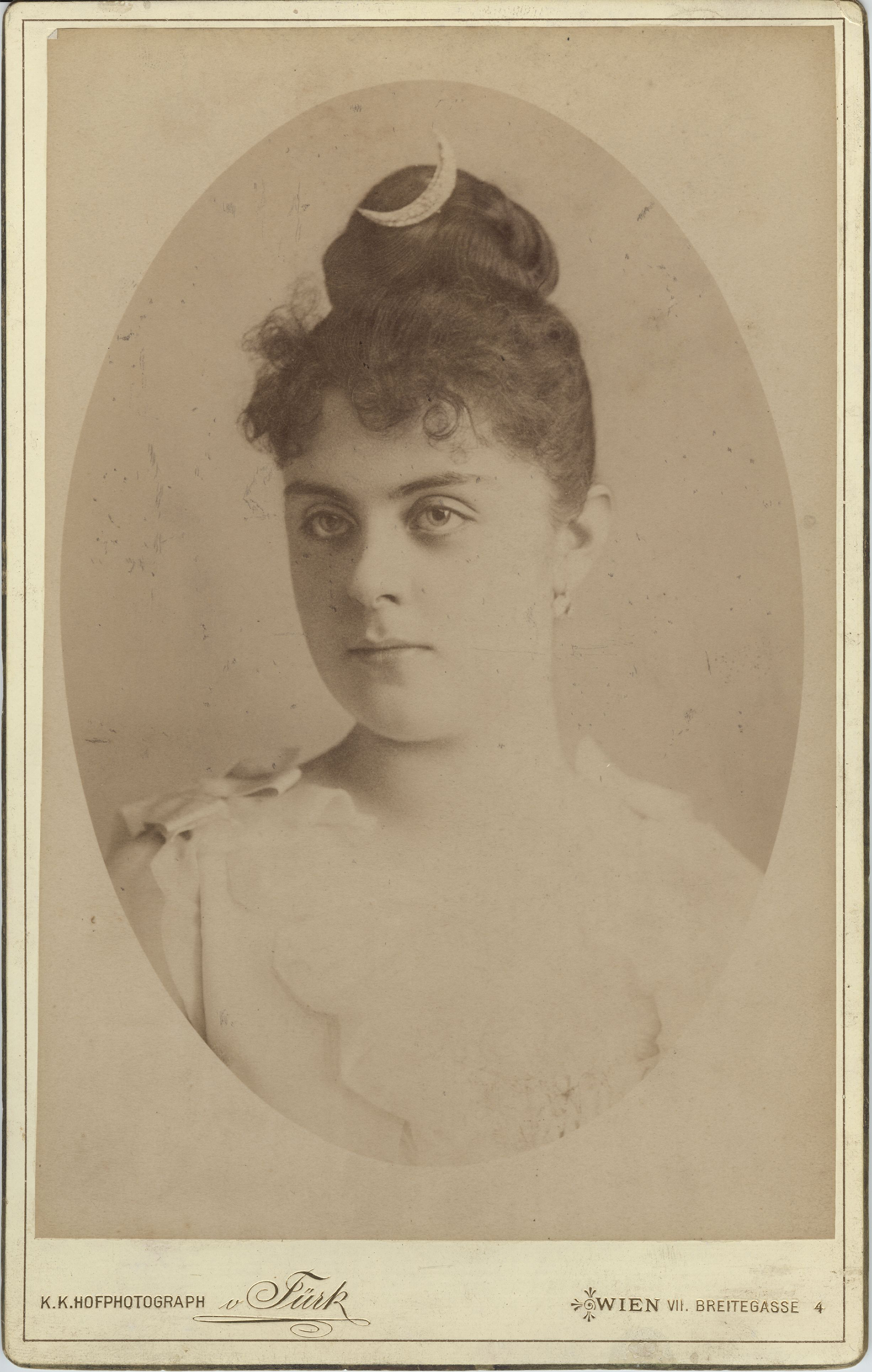
…és Maria Von Vetsera a másik áldozat, 1888-ban

Helene Baltazzi visszaemlékezése szerint a Rudolf és Maria von Vetsera közötti első találkozóra Marie von Larisch grófné közvetítésével 1888. november 5-én került sor. Valószínűleg már ekkor készültek a halálra; Rudolf egyre gyakrabban tett említést közeli haláláról (Festetics grófnőt megeskette, hogy imádkozni fog érte). Rudolf vasból karikagyűrűt készíttetett a lánynak, melybe az ILVBIDT betűket vésette, aminek jelentése: In Liebe Vereint Bis In Den Tod – Szerelemben egyesülve a halálig. Maria fényképet küldött Larisch grófnénak, azzal a megjegyzéssel, hogy az az utolsó kép, amit magáról készíttetett, és hogy fiatalon és szépen akar meghalni. 1889. január 13-a jelentős dátumnak számít, Helen Baltazzi szerint ekkor volt az első együttlét (ezek szerint a magzatelhajtásra vonatkozó feltételezés téves), mások szerint viszont ekkor születhetett meg a megállapodás az öngyilkosságot illetően. Két nappal később Maria cigarettatárcát vásárolt Rudolfnak, amelybe a „Január 13. Köszönet a sorsnak” szavakat gravíroztatta.

### Január 26.
A különböző források szerint ezen a napon folyhatott le az a heves vita Rudolf és apja, a császár között, ami megszilárdította öngyilkossági szándékát. A későbbi visszaemlékezők között szerepelt Sophie Planker-Klaps, Stefánia komornája, aki leírta, hogy a trónörökös rendkívül zavartnak és összetörtnek tűnt, a keze remegett. Mint később Carl Beck komornyiktól megtudta, ez az apa és fia között lezajlott vita következménye lehetett, de Viktória trónörökösné is arról számolt be, hogy Heinrich Reuss értesülései is ezt támasztják alá. Vladimir Lamsdorf már azt is kijelenti, hogy ez közvetlen kapcsolatba hozható a később történtekkel. Larisch grófné önigazoló visszaemlékezései szerint ezen a napon Rudolf felkereste őt a Grand Hotelben, és arra kérte, próbálja lebeszélni a lányt az öngyilkosság gondolatáról. A vita középpontjában az is állhatott, hogy másnap II. Vilmos német császár születésnapjára fényes ünnepélyt szerveztek, itt Rudolfnak, akit néhány nappal korábban a Schwarzgelb hasábjain a franciákhoz húzók vezérének neveztek, hitet kellett tennie a német–osztrák barátság és a kettős szövetség meghosszabbításának támogatása mellett, ami ellen Rudolf hevesen tiltakozott.

### Január 27.

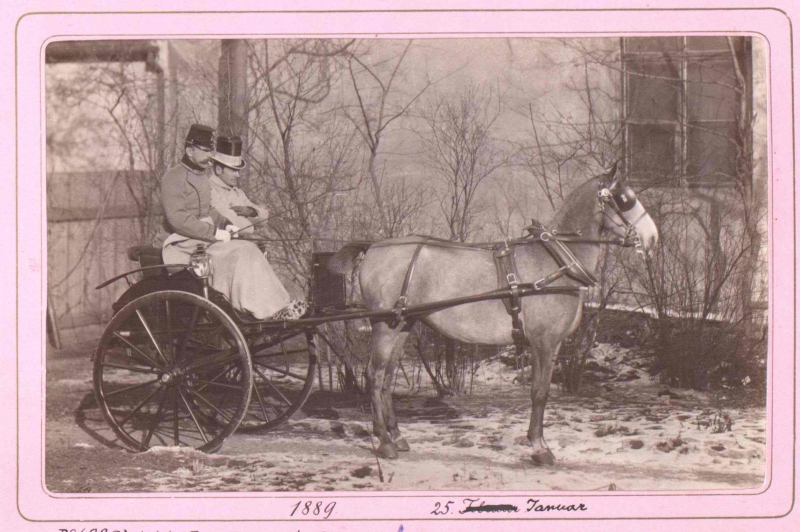
Az utolsó fényképfelvételek egyike, bakon ülve, cigarettával a szájában mutatja Rudolfot

Ezen a napon tájékoztatta Hoyos József grófot, hogy a következő hétre tervezett mayerlingi vadászatot előrehozta január 29-re. Ezután újra felkereste Larisch grófnét a Grand Hotelban, aki visszaemlékezésében elmondta, hogy Rudolf egy nehéz dobozkát bízott rá megőrzésre, és lelkére kötötte, hogy azt nem adhatja át senkinek, kivéve egy személyt, akinek nevét e négy betű rejtette: R.I.O.U. A feltételezett személy János Szalvátor lehetett, és a rövidítés egyik lehetséges feloldása: R. respectable (tiszteletre méltó, a szabadkőműves páholyok előtti megszokott rövidítés), I. O. (Innere Orient, a legmagasabb rendű beavatottak szűk köre), U. Ungarn, azaz Magyarország. Ebből arra lehet következtetni, hogy mindketten kapcsolatban voltak magyar szabadkőművesekkel. A doboz tartalmáról sok feltevés látott napvilágot, az egyik szerint Ferenc József tervezett lemondatásáról szóltak, vagy egy esetleges államcsínyről (Larisch szerint Magyarországi ambíciókra vonatkozó papírokat rejtettek). Valószínűbb, hogy Rudolf politikai fogalmazványairól lehetett szó. Larisch írását részben megerősítik a rendőrség besúgói, akik jelentéseikben szerepeltetik a trónörökös és a Larisch grófné közötti többszöri levél-, illetve csomagváltást. Az is tény, hogy az utolsó napokban Rudolf rendezte irattárát, több dokumentumot megsemmisített, másokat pedig megőrzésre adott át általa megbízhatónak vélt személyeknek. Rudolf délután újra találkozott Larisch grófnéval, utána a Práterben is látták őket, ekkorra már megállapodtak, hogy Maria von Vatserát másnap személyesen kíséri Rudolfhoz. Este a bécsi német nagykövetségen Vilmos császár születésnapjának tiszteletére bált rendeztek, az este végén Maria miatt nyilvános veszekedés alakult Rudolf és felesége között. Rudolf még az éjszaka magához hívatta Szepset, aki próbálta őt megnyugtatni. A zaklatott főherceg úgy érezte, megalázták és gúnyt űztek belőle az estélyen azzal, hogy német egyenruhában kellett egy olyan politikát magasztalnia, amelyet megvetett. Az éjszakát Mizzi Kasparral töltötte.

### Január 28.
A francia választások során Boulanger komoly részsikereket aratott, ami tovább fokozta Rudolf szorongását egy francia–német, illetve egy osztrák–magyar–orosz háborúval kapcsolatban. Az előző napi megbeszéléshez híven – miután egy kis kitérőt tettek egy fehérneműüzlet felé – Larisch grófné a trónörököshöz vitte Maria von Vetserát, akit a trónörökös Josef Bratfischsel  továbbvitetett Mayerling felé. Ezután Larisch bejelentette a lány eltűnését a Vetsera családnál, majd a rendőrkapitányságon is.
Rudolf kiegészítette végrendeletét, és Szögyénynek utasításokat adott négy búcsúlevelével kapcsolatban, melyet a bécsi Török-szobában található íróasztalában helyezett el. A búcsúlevelek közül egynek, amelyet feleségének írt, ismerjük a teljes szövegét:
```
„Kedves Stefánia! Megszabadulsz tőlem és az általam okozott kellemetlenségektől; légy boldog a magad módján. Légy jó a szegény kislányhoz, ő minden, ami belőlem megmarad. Add át üdvözleteimet minden ismerősnek, különösen Bombellesnek, Spindlernek, Latournak, Wowónak, Gizellának, Lipótnak stb. stb. Nyugodtan megyek a halálba, mert csak ez mentheti meg jó hírnevemet. Szívből ölel szerető Rudolfod.”
[
20
]
```

Mária Valériának írt leveléből egy rövid részlet fennmaradt húga naplójában: „Ha Papa egyszer lehunyja szemét, Ausztriára nagyon szomorú idők jönnek. Sajnos nagyon is jól tudom, mi következik, ezért azt tanácsolom, akkor menjetek el.” A barátjának, Moritz Hirsch bárónak, valamint a Mizzi Kasparnak írott levelek tartalma nem ismert.

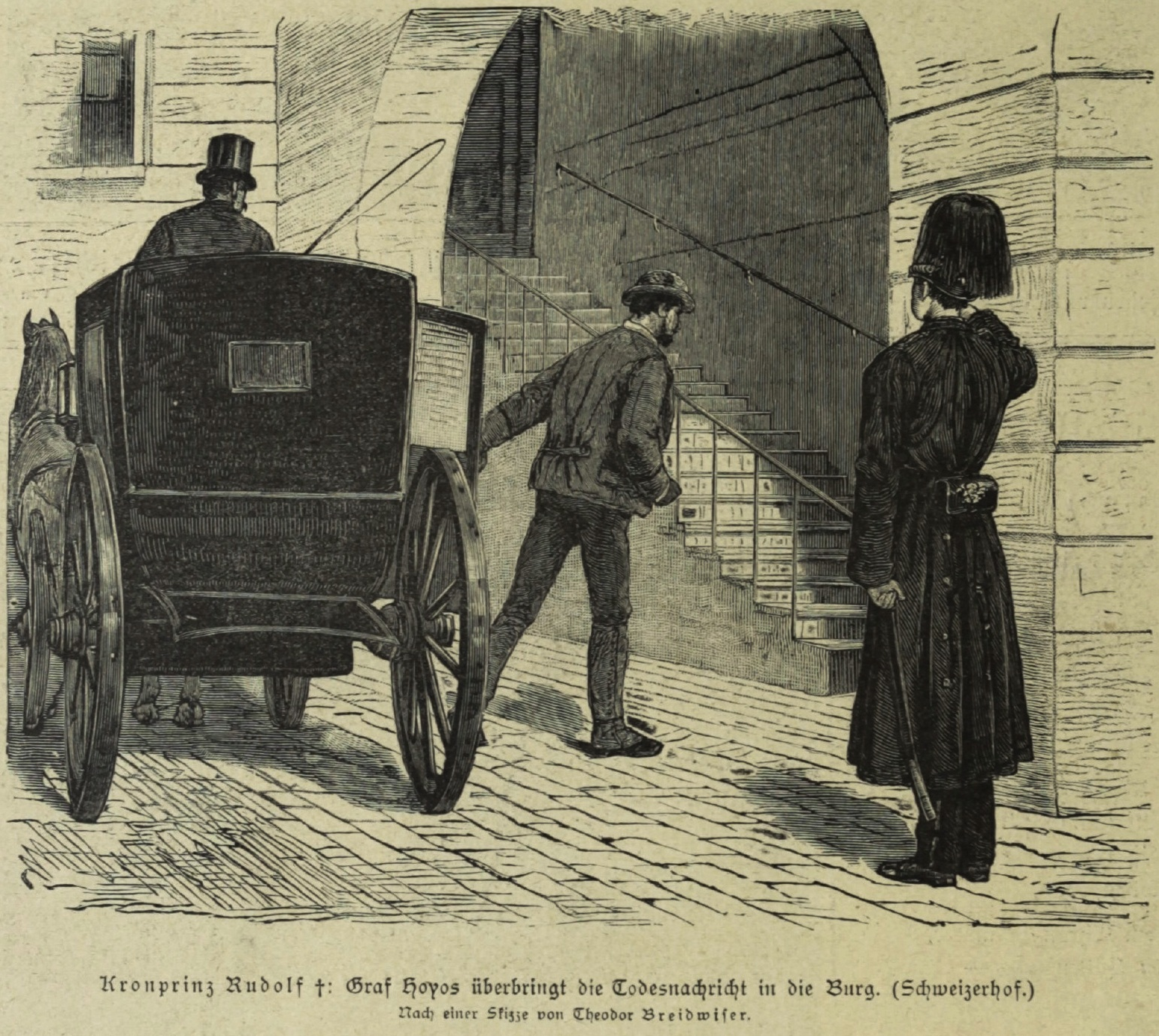
Hoyos József gróf Rudolf halálhírével a Burgba érkezik

Rudolf azután indult Maria után Mayerlingbe, hogy egy várt táviratot és levelet megkapott, ám ezek tartalmáról nem tudni semmit. Rudolfot a Roter Stadl vendéglőig egy kocsis kísérte, onnan Bratfisch és Maria társaságában hajtottak tovább, Rudolf azonban nem sokkal a cél előtt kiszállt a kocsiból, és gyalog érkezett meg a kastélyhoz, délután fél négy körül. Bratfisch csak egy órával később ért oda. Azt, hogy egy lány is vele van, rajtuk kívül valószínűleg csak Rudolf inasa, Johann Loschek tudta.

### Január 29.
Hoyos gróf és Coburg Fülöp herceg vadászatra volt hivatalos erre a napra Rudolfhoz, de ő náthájára hivatkozva kimentette magát. Pontosan nem tudni a nap történéseit, de több visszaemlékezésben is megemlítik, hogy a nap folyamán Rudolf több levelet is írt, illetve dolgozott. Ezen a napon kellett volna visszatérnie Bécsbe egy családi vacsorára, de Rudolf a náthájára hivatkozva távolmaradt az eseménytől, így Fülöp egymaga tért vissza. Ferenc József saját orvosát, Hermann von Widerhofert indította Mayerling felé, a rendőrség pedig egy ügynököt. Feltehetően ezen az estén további búcsúlevelek születhettek, melyeknek tartalma csak visszaemlékezésekből, vagy egyáltalán nem ismert.

### Január 30.

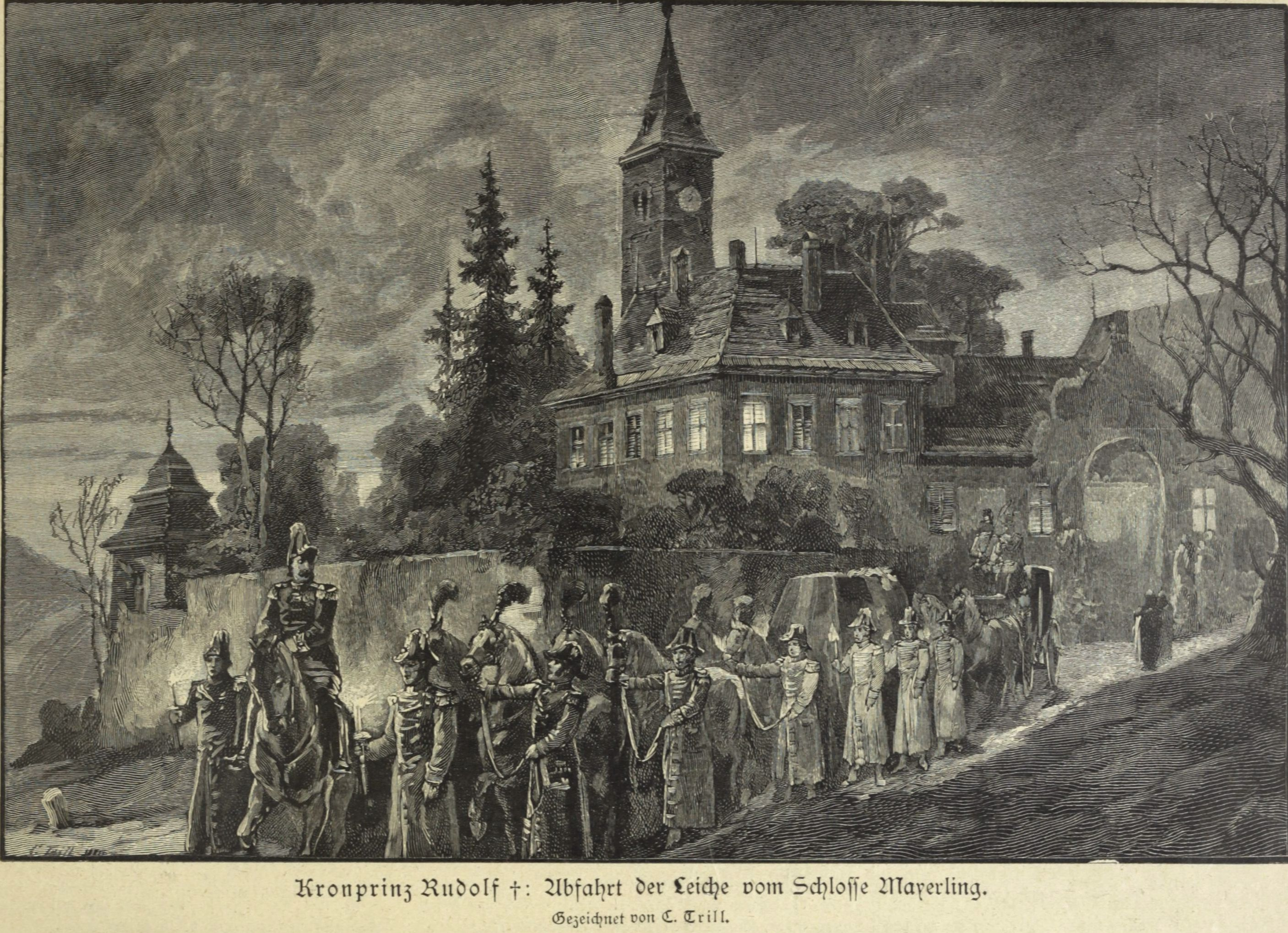
Rudolf holttestének elszállítása Mayerlingből

A reggeli eseményekkel kapcsolatban csak két ember visszaemlékezésére hagyatkozhatunk, az egyik, a vadásztárs Hoyos gróf, a másik pedig az inas, Johann Loschek, bár mindkettőben pontatlanságok és ellentmondások vannak. A legelfogadottabb verzió szerint Hoyos grófot 8 óra előtt pár perccel értesítette Loschek, hogy Rudolf nem nyit ajtót, pedig korábban arra kérte, hogy fél nyolc tájban ébressze fel. Mikor Hoyos az ajtót be akarta töretni, Loschek elmondta, hogy Rudolf nem egyedül töltötte az éjjelt, ezért Hoyos úgy döntött megvárja Fülöpöt, aki vonattal, majd az érte küldött kocsival érkezett. A herceg nyolc óra után ért a helyszínre, közösen betörték az ajtót, és Loscheket küldték be megnézni, hogy mi történt. Loschek sztrichninmérgezésre gyanakodott (feltételezések szerint, Rudolf először méreggel akart véget vetni életének, és a beavatott Loschek még erre a változatra volt felkészülve. Ezt megerősíteni látszik dr. Heinrich Slatin, a hagyaték felvételével megbízott titkár 1931-ben tett nyilatkozata, amely szerint a tragédia után Rudolf lakosztályának átvizsgálása során egy Maria von Vetsera által írt cédulán a következő állt: „Inkább revolver mint méreg. A revolver biztosabb.”).
Hoyos azonnal Bécsbe indult, és azt közölte Erzsébet királynéval, hogy fiát Maria megmérgezte. Mária Valéria naplóbejegyzéséből tudni, hogy Maria anyja, leányát keresve eljutott a Hofburgba is, ahol Erzsébet közölte vele, hogy mindkettőjük gyermeke meghalt. Erzsébet ráparancsolt az anyára: „És most jól jegyezze meg, hogy Rudolfot szívroham ölte meg.”

### Január 31.

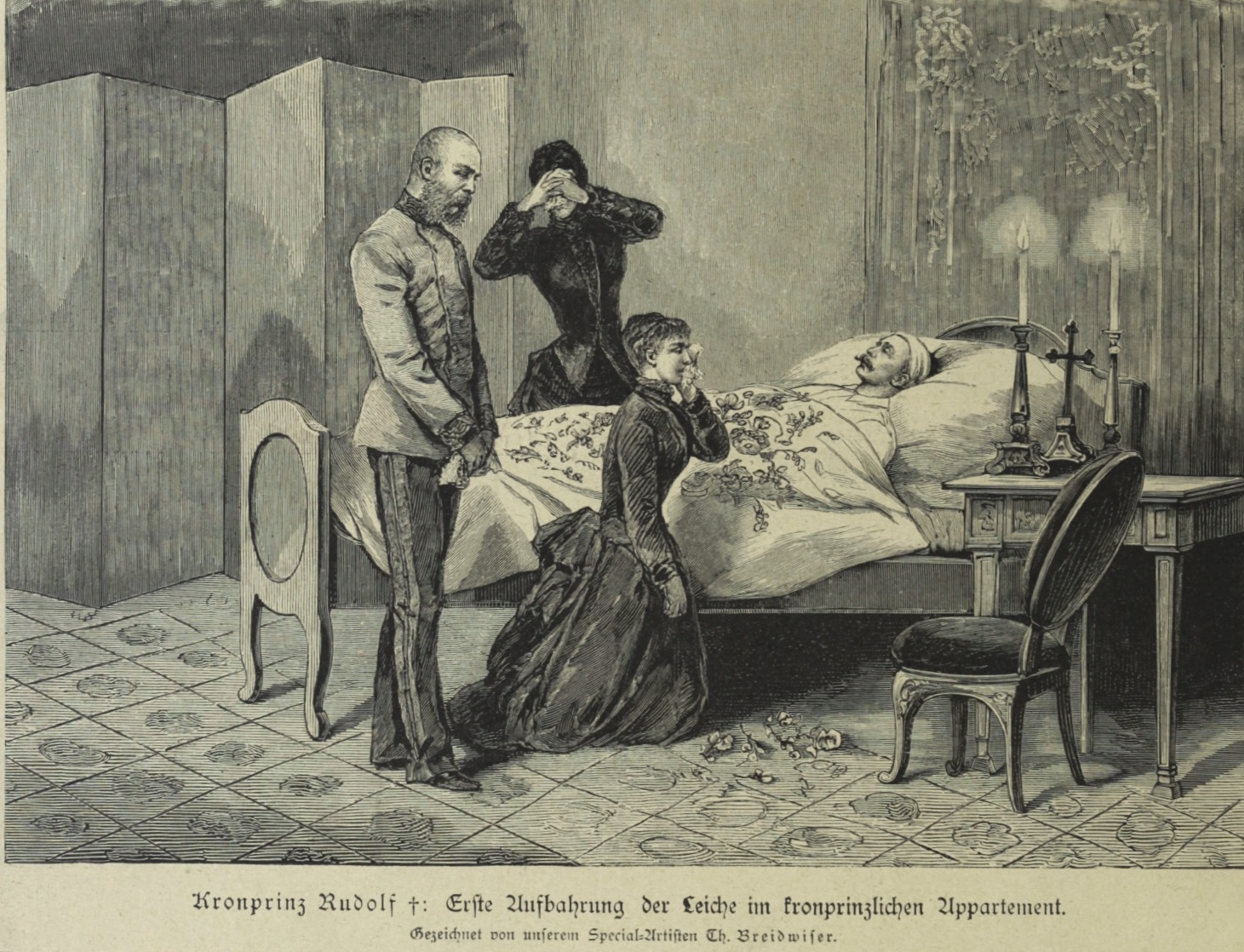
A szülők egyetlen fiuk halottas ágyánál

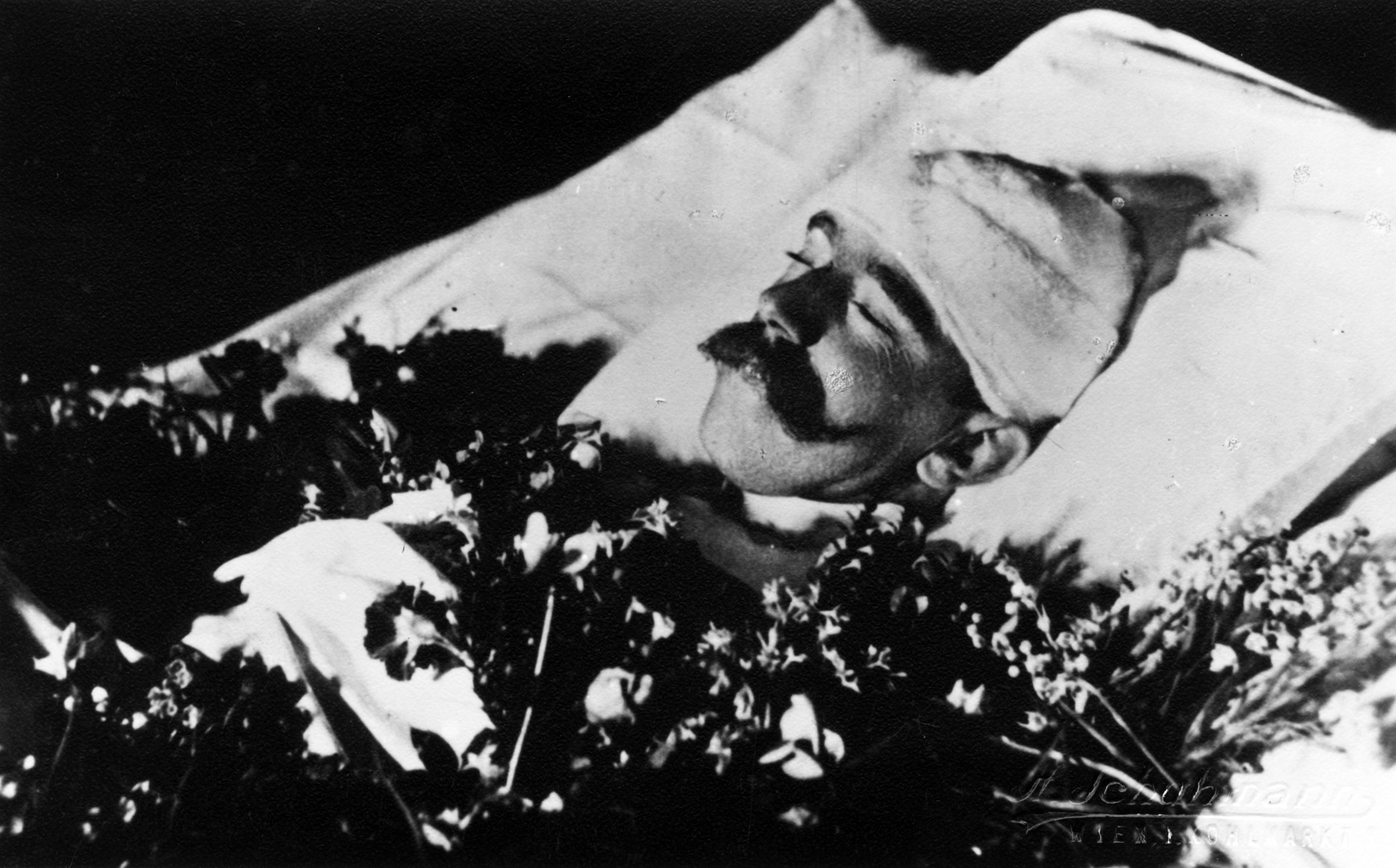
Rudolf a ravatalon

Azonnal megindult a gépezet Maria von Vetsera jelenlétének eltitkolására. Ferenc József a dolgok elrendezésére Paar grófot küldte. A Maria holttestét vizsgálók megállapították az öngyilkosság tényét, hogy így külön kivizsgálás nélkül lehessen eltemetni. Ezt a tényt azonban több nyilvánvaló adat is cáfolja, ezek egyike a baloldali bemeneti seb, amit nem okozhatott magának, hiszen jobbkezes volt, emellett pedig a bal kezében egy zsebkendőt szorongatott, a kimeneti nyílás szélei szilánkosak voltak, a koponya egy részével együtt. Maria holttestét azonnal eltávolították Rudolf mellől. Január 31-én a mayerlingi kastélyból titokban a közeli heiligenkreuzi cisztercita apátságba vitték, ott az öngyilkosok kriptájába helyezték. Az eseményen csak nagybátyja, Alexander Baltazzi és gyámja, Stockau gróf vehettek részt, anyja megjelenését a rendőrfőnök nem engedélyezte. A Vetsera családot teljes hallgatásra kötelezték. (Maria holttestét csak jóval később helyezhették át mai sírhelyére, a heiligenkreuzi községi temetőbe.) Másnap Paar gróf táviratot küldött Bécsbe, melynek tartalma csak annyi volt „Alles abgethan”, vagyis minden elintézve.
Január 31-én hajnali 2 órakor érkezett meg Rudolf holtteste a Hofburgba. Az orvos ekkor tájékoztatta Ferenc Józsefet az öngyilkosság tényéről és elkövetésének körülményeiről (többek között arról is, hogy Rudolf egy éjjeliszekrényre erősített tükör segítségével végezte el a pontos lövést). 
Rudolf holttestét február 4-én a Hofburg kápolnájában ravatalozták fel, egy arany sarkakkal és koronákkal díszített, fekete bársonnyal bevont koporsóban, amely hivatalosan csak megkoronázott uralkodóknak járt volna. A gyalogsági tábornokok aranygallérú fehér díszegyenruháját adták rá, melyet a Magyar Királyi Szent István-rend piros–zöld szalagjával és számos rendjellel egészítettek ki. Másnap, február 5-én délután négy órakor elindult a gyászmenet a kapucinusok temploma felé, hogy végsó búcsút vegyenek a trónörököstől. A kapucinusok templomában a gyászszertartást Cölestin Josef Ganglbauer, bécs érseke celebrálta, Koller és Stöger főpapok segítségével. A legközelebbi családtagok közül a temetésen Erzsébet királyné, Mária Valéria és Stefánia nem vett részt, Ferenc József oldalán, a ravatallal szemben, a belga királyi pár foglalt helyet. A temetésen a főhercegek és főhercegnők mellett megjelent a kor társadalmának színe-java, köztük a két miniszterelnök, Taaffe és Tisza, Bécs és Budapest főpolgármesterei, az osztrák birodalmi gyűlés és a magyar képviselőház elnökei (Smolka és Péchy), nagykövetek, követek, tisztek és tábornokok (Falkenhayn, Moltke), valamint a nemesség képviselői. A szertartás szűkebb körben folytatódott tovább, immár a sírboltban körülbelül negyedórán át. A temetés végül nem sokkal 5 óra előtt ért véget. Hatalmas tömeg kísérte figyelemmel az eseményeket, amely nagy tolongáshoz is vezetett, a tömegben többen rosszul lettek vagy elájultak. A temetés után a birodalom számos egyházközségében tartottak megemlékező szentmiséket a trónörökös tiszteletére, azonban a halál módja miatt voltak olyan települések, melyek megtagadták a megemlékezést, így például Bozen, Görz, vagy az osztrák Floridsdorf és Donaulfeld.

## Haláluk rejtélye
Az utolsó napok eseményei között számos olyan történés fedezhető fel, amelyet a különböző elméletek pártolói másként, saját igazuk bizonyítására használnak. Mivel a tetthelyen nem volt helyszíni szemle, és hivatalos rendőrségi jelentés sem készült, valamint a halottszemle és a boncolási jegyzőkönyvek is később íródtak, és azok is ellentmondásosak, 50 körüli azon elméletek száma, melyek az eseményeket igyekszenek megmagyarázni.

### Kettős öngyilkosság
Az öngyilkosság három lehetséges oka: 
- depresszió és melankólia,
- apjának elutasító magatartása Stefániával kötött házasságának felbontására vonatkozóan, és
- félelem a politikai összeesküvés miatti felelősségre vonástól.

Az események pontos rekonstruálása a források hiányossága miatt lehetetlen, mert a Rudolf után fennmaradt papírokat alaposan szelektálták, a búcsúlevelekből pedig többet császári nyomással szereztek meg (például Moritz Hirsch özvegyétől). Ennek ellenére a kettős öngyilkosság ténye bizonyítottnak vehető. Dr. Heinrich Slatin, a hagyaték felvételével megbízott titkár is emellett érvelt, és a legújabban előkerült bizonyítékok is ezt támasztják alá. Rudolf előbb főbelőtte Mariát, majd maga ellen fordította a fegyvert.
A hátrahagyott búcsúlevelek, illetve az azokból ismert részletek is a kettős öngyilkosságot igazolják. Rudolf az inasának, Loscheknek írott levelében – amelynek nyoma veszett, így csak Loschek 40 évvel későbbi visszaemlékezéséből ismerjük – a Mariával való közös temetésről rendelkezett a közeli Heiligenkreuzban. Visszaemlékezésében felfedezhető egy ellentmondás, ugyanis  Loschek állítása szerint Rudolf kérte őt, hogy juttassa el a feleségének szóló búcsúlevelét Bécsbe, holott ez akkor már a bécsi asztalán volt. Ő maga is a kettős öngyilkosság mellett foglalt állást, két lövésről tesz említést, kizárva egy harmadik személy jelenlétét. (Berliner Illustrirte Zeitung 1932/04/24).

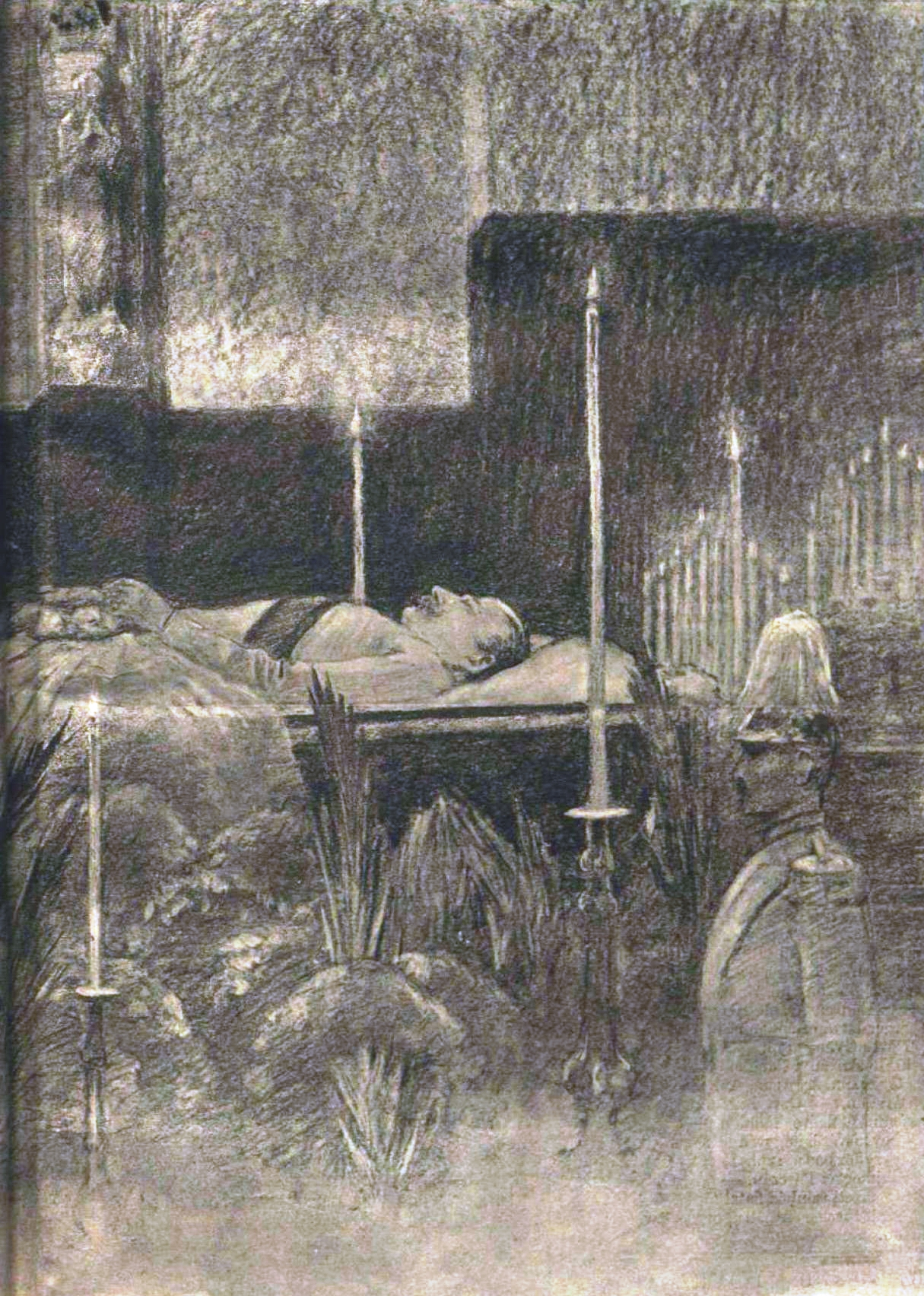
Feszty Árpád rajza a ravatalon fekvő Rudolfról
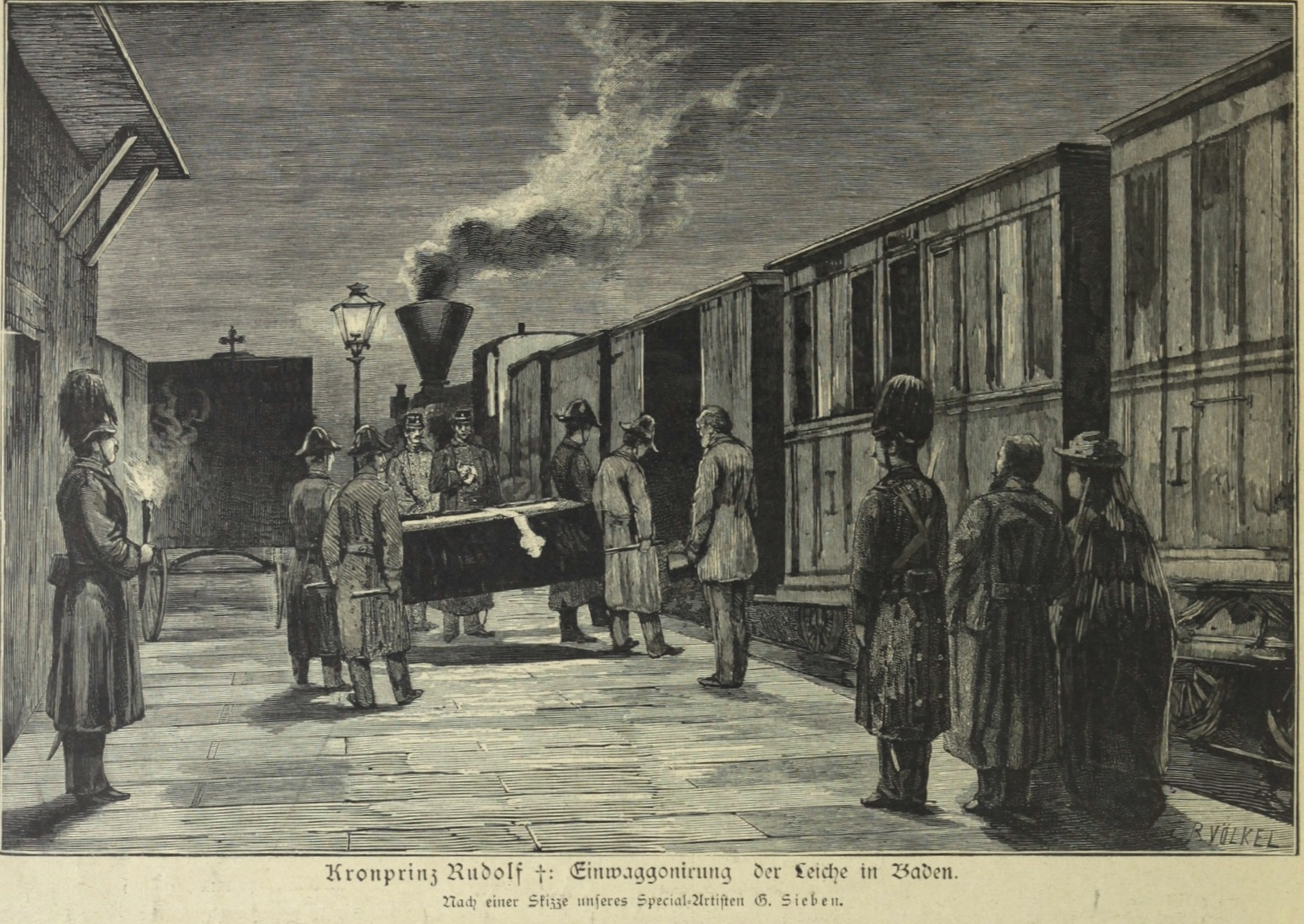
Rudolf koporsója a badeni pályaudvaron
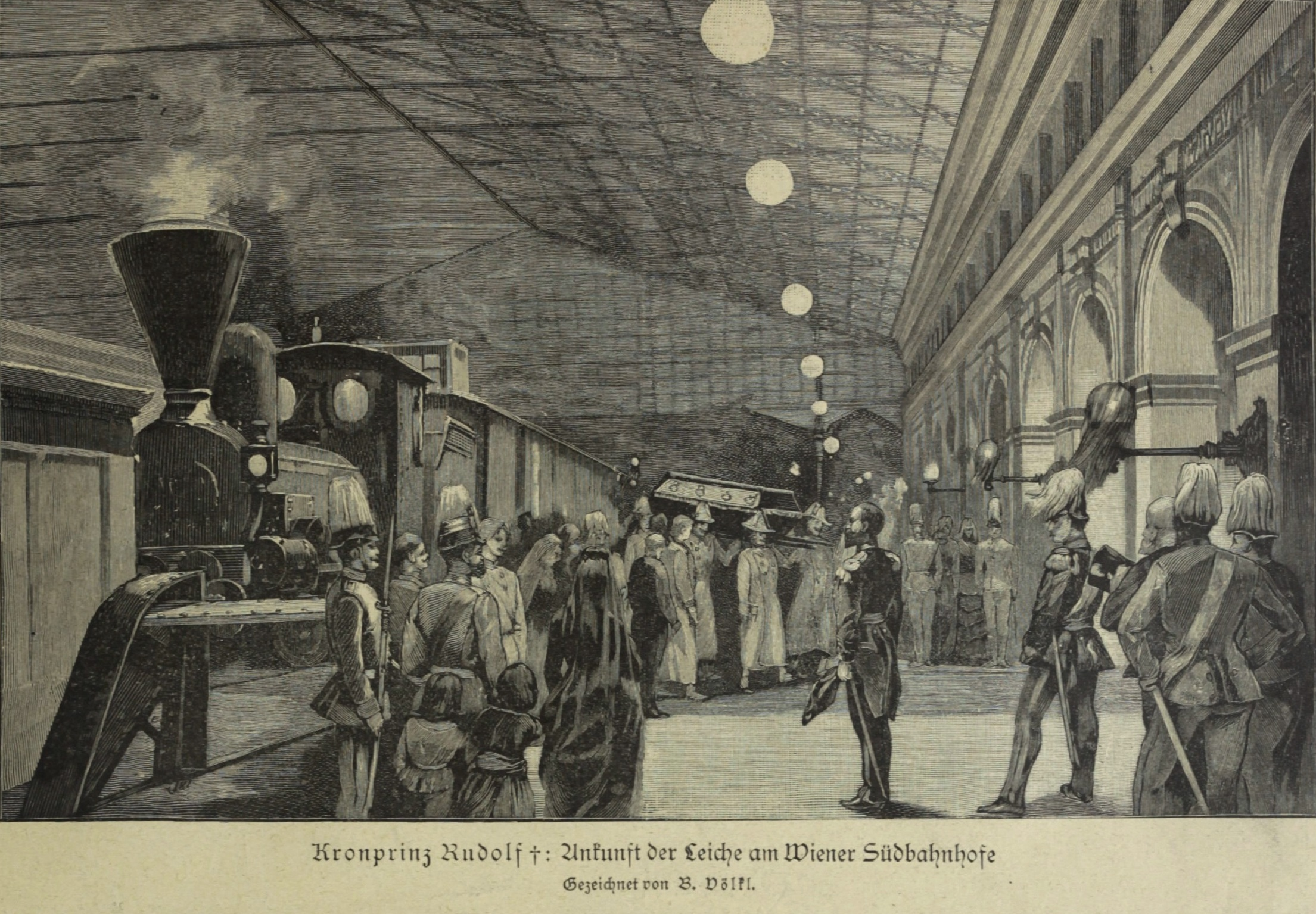
A koporsó megérkezése Bécsbe
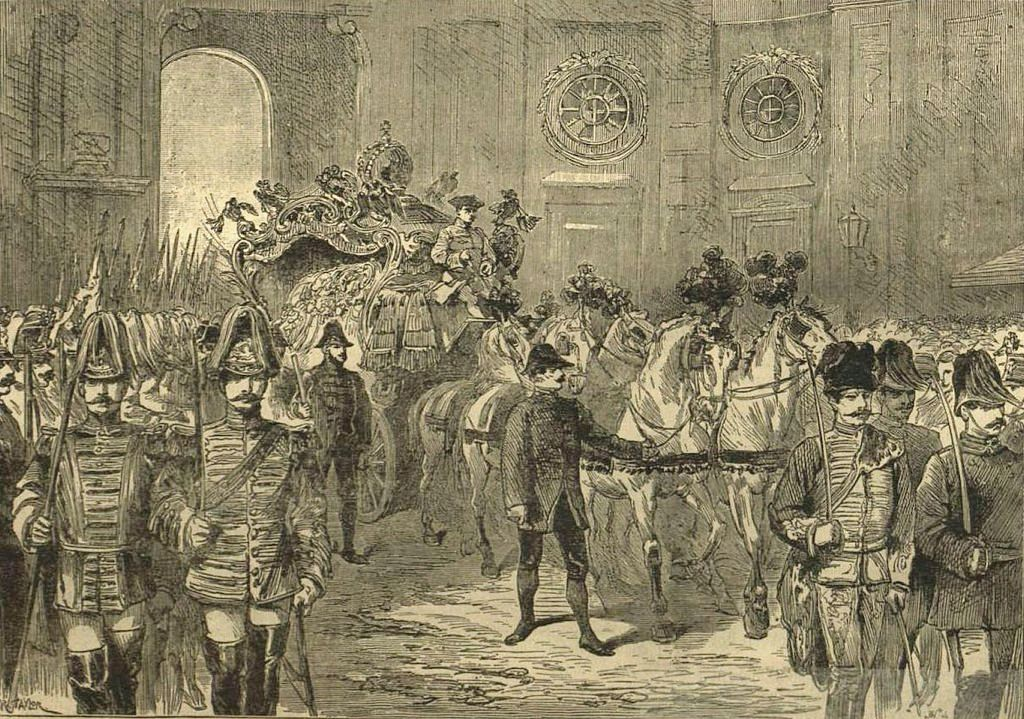
A koporsó elhagyja a palotát
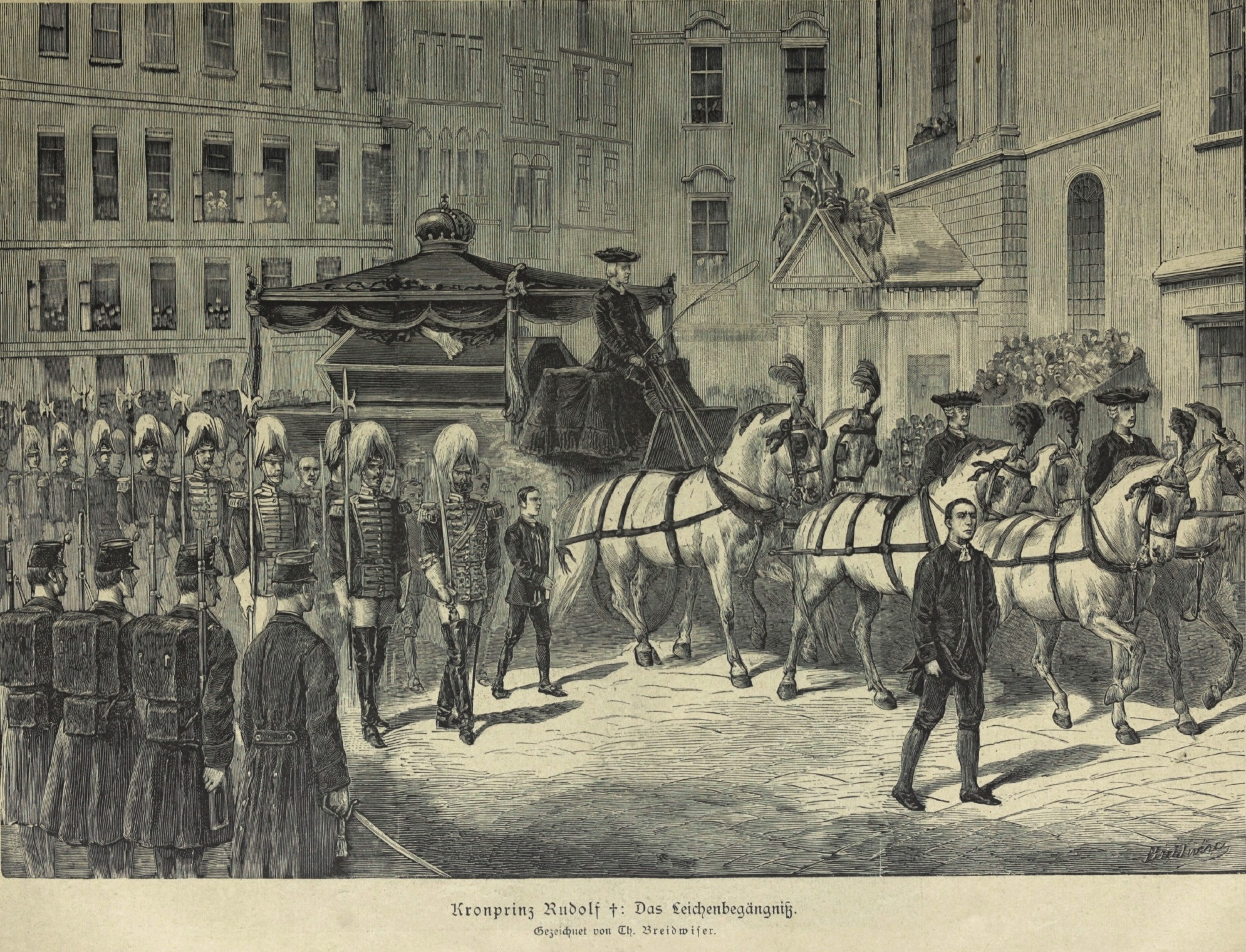
Rudolf gyászmenete
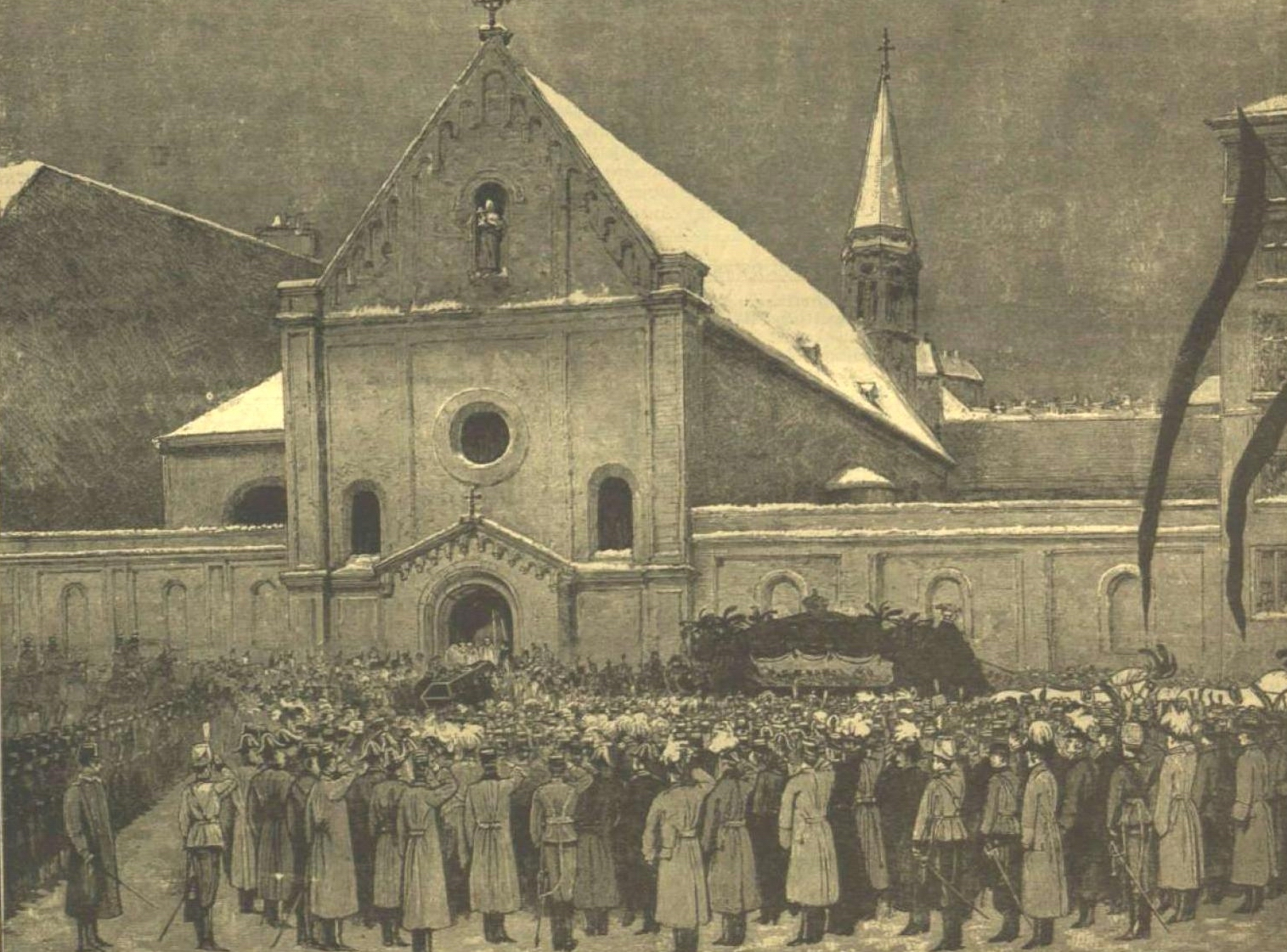
Rudolf megérkezik végső nyughelyére, a kapucinusok templomának kriptájához

Slatin beszámolójában említést tesz a Loscheknek írt levélről, azontúl egy táviratról, mely a heiligenkreuzi cisztercita apátság perjelének szólt, felszólítva az elhunytakért való imádkozásra, illetve további öt levelet, amelyek közül csak kettő ismert. Az egyik Rudolf anyjához írott levele volt, mely nem maradt fenn, ugyanis Erzsébet bizalmasa, Ferenczy Ida megsemmisítette, ám egy Egon Corti történésszel folytatott beszélgetése során Ferenczy elmondta, hogy a levélből kiderült, hogy Rudolf nem tartotta magát apja méltó fiának és kérte, hogy a lánnyal együtt temessék Heiligenkreuzba. Ferenczy megerősítette az öngyilkosság tényét is, szerinte Maria társa volt a halálban, de nem ő volt a történések kiváltója, és hangsúlyozta, hogy a levélben sem volt szó a tettek indokáról. Rudolf lánya szerint a levélben azt is megemlítette, hogy méltatlanná vált tiszti rangjához, ezért nem merne újra apja szeme elé kerülni. A másik ismert boríték – amelyet Rudolf címzett meg – Maria családtagjainak írt búcsúleveleit tartalmazta (több más más irat mellett). A dokumentumokat 2015-ben találták meg egy bank széfjében, Maria anyjának írott levéléből egyértelműen kiderül az önkezűség (illetve a közös megegyezés): „Bocsássátok meg, amit teszek, de nem tudtam ellenállni a szerelemnek.”
A további három búcsúlevél címzettje ismeretlen. Feltételezések szerint az egyik Maria von Vetsera levele lehetett Mihály bragançai herceghez, melyhez Rudolf is írt néhány szót („Szervusz Vízhordó”). Larisch grófné is említést tesz egy neki szóló levélről, amelyben állítása szerint Maria kéri bocsánatát a szenvedésért, melyet neki okoztak, és kéri, hogy ha a tettük után helyzete nehézzé válik, kövesse példájukat. Rudolf egy Frigyes főhercegnek írt táviratát az Országos Széchényi Könyvtár kézirattárában őrzik, amelyet 31-én találtak meg Mayerlingben.
A Rothschild-bankház egy közlése is az öngyilkosságról szólt, ennek alapját pont Hoyos szolgáltatta, aki megállíttatta a legközelebb érkező vonatot azzal az indokkal, hogy azonnal Bécsbe kell jutnia, mert a trónörökös főbe lőtte magát.

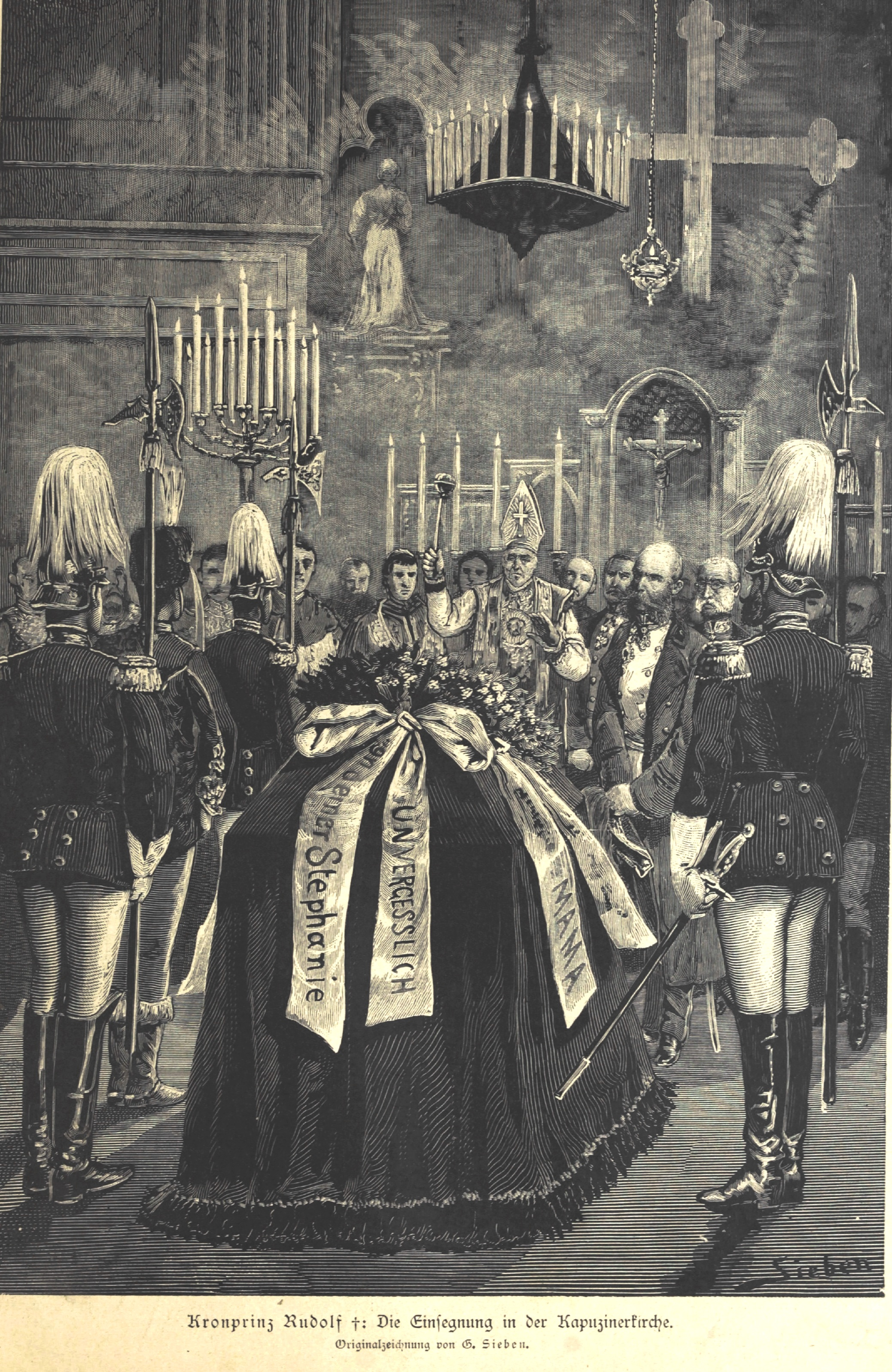
Rudolf koporsójának beszentelése

A kettős öngyilkosság egy változatát Maurice Paléologue: Eugénie császárné vallomásai című írásában közölte. Ebből kiderül, hogy a francia császárné megosztotta vele információit az eset kapcsán, melyet egyenesen Rudolf anyjától tudott meg. Elmondása szerint Rudolfnak valóban volt egy heves vitája Maria miatt az apjával, aki a kapcsolat felbontására kötelezte, különben nem lehet tovább az örököse. Annyi engedményt tett fia felé, hogy egy utolsó alkalommal még találkozhatnak. Erre Mayerlingben került sor, ahol a trónörökös felvázolta szándékát, mire a lány közölte, hogy állapotos. Szóváltásba bonyolódtak, folyamatosan azt hangoztatva, hogy nem élhetnek tovább, végül Rudolf fegyvert ragadott és mellkason lőtte a lányt. Állítása szerint Rudolf, anyjának írt levelében megírja, hogy azért lett öngyilkos, mivel elvett egy másik életet, és így nincs többé joga az életre.
Az öngyilkosság politikai indíttatássáról Larisch grófné tett említést. Véleménye szerint Rudolf azért követett el öngyilkosságot, mert félt a felelősségre vonástól, amiért Ferenc József ellen államcsínyt tervezett, azzal a céllal, hogy a magyar koronát megszerezze. Ezt állítása szerint maga János Szalvátor közölte vele, mikor a főherceg elment a Larischnál elhelyezett kazettáért. 
Ez azonban több ponton is támadható, nem valószínű, hogy igaz. A cáfolatok szerint Rudolf megkoronázása (és egyben az alkotmányra való felesketése) már a kiegyezéskor és 1876-ban is felmerült, tehát nem lenne államcsínynek tekinthető, illetve valószínűtlennek tartják, hogy az akkor kegyvesztetté vált grófnénak János Szalvátor ilyen titkos információkat kiadott volna. Azt is valószínűtlennek tartják, hogy ha valóban szó lett volna ilyenről, akkor Andrássy három nappal Rudolf halála után előhozakodott volna ugyanezzel a témával az új trónörökössel, Ferenc Ferdinánddal kapcsolatban.
Peter Pötschner (1924–2012), restaurátor, a bécsi szobrok, épületek és festmények szakértője, tíz év kutatása után kifejtette saját elképzeléseit a Mayerlingben történtekkel kapcsolatban. Megvizsgálva a két áldozatról készült fényképeket, festményeket arra a következtetésre jutott, hogy Rudolf és Maria álla, orra és füleik feltűnő hasonlóságot mutatnak, és hogy valójában féltestvérek voltak, és erről a tényről nem sokkal a tragédia előtt értesítette Ferenc József a fiát. A feltételezés korántsem volt újkeletű, mert már Ernst Planitz 1889-ben megjelent művében (Die volle Wahrheit über den Tod des Kronprinzen Rudolf von Österreich – A teljes igazság Rudolf főherceg haláláról), is említést tett arról a bécsi pletykáról, hogy Maria von Vetsera Ferenc József törvénytelen lánya volt. Pötschner munkájában a Vetsera család múltját vizsgálva bizonyítottnak látta a tényt, hogy Maria törvénytelen gyermek volt. Átvizsgálva ugyanis a rendelkezésre álló iratokat, arra a következtetése jutott, hogy az apa, Albin von Vetsera báró, osztrák diplomata (1825–1887) tíz hónappal és 12 nappal a lány születése előtt távozott otthonról, és diplomataként dolgozott Szentpéterváron. Vetsera báró karrierje gyors előrehaladásának magyarázatát is a császárnak tett „kényes szívességek nyújtásában” kereste. A házas felek ekkorra már elhidegültek egymástól, és a báró távozása után felesége Helene továbbra is Bécsben maradt. A legfőbb érvként azonban azt hozza fel, ahogy Helene felbőszült azon a tényen, hogy Larisch grófné titokban megszervezte lánya és a trónörökös közötti találkákat.

### Gyilkosság?

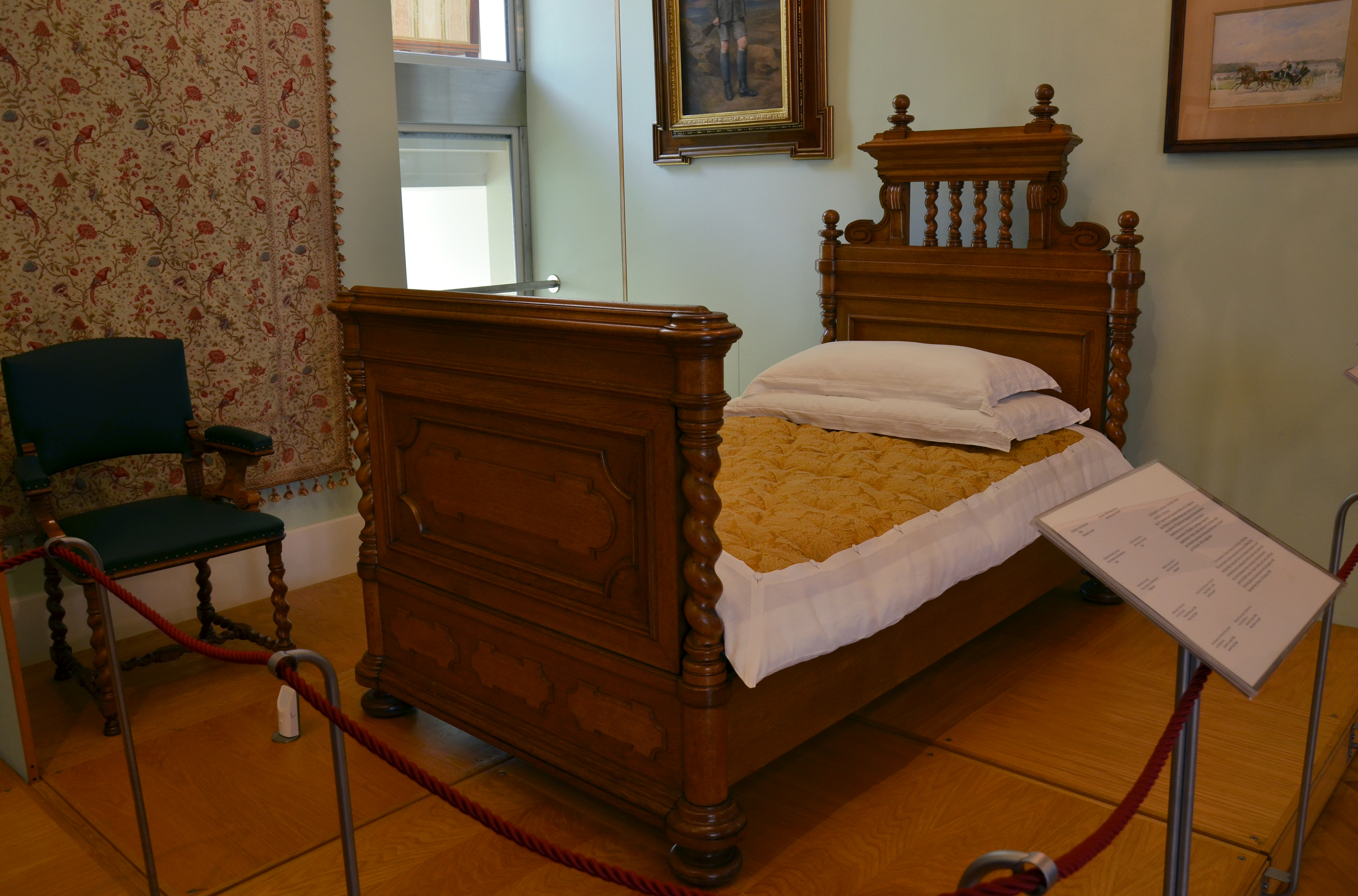
Rudolf halottas ágya a bécsi Kaiserliches Hofmobiliendepot kiállításán

A gyanakvásra nem csak a család titkolózása adott okot, hanem az is, hogy – bár a leendő uralkodóról volt szó – sem hivatalos igazságügyi vizsgálat, sem rendőrségi nyomozás nem történt. Az első hivatalos álláspont szerint Rudolf szívrohamot kapott, és abba halt bele, de már az első perctől kezdve számtalan halálok merült fel: rebesgették a gyilkosság, az öngyilkosság és a vadászbaleset lehetőségét is, az ilyen információkat közlő újságokat azonban azonnal elkobozták. A hivatalos boncolási jegyzőkönyv Rudolfon patologikus elváltozást állapított meg, mely hirtelen elmezavarhoz vezetett, és emiatt fordította maga ellen a fegyvert, miután a boncolást végző három orvos megtagadta, hogy a halál okaként szívrohamot diagnosztizáljon. A zavart elmeállapotot azért volt fontos megállapítani, hogy a katolikus temetési szertartás megtartható legyen, illetve ez a tettre is szolgált némi magyarázattal. A február másodikán nyilvánosságra hozott boncolási jegyzőkönyv szerint halálát egy a jobb halántékhoz közvetlen közelről leadott lövés okozta, így roncsolva a koponyát és az elülső agyat. A zavart elmeállapottal kapcsolatban a The Times is csodálkozását fejezte ki, hiszen egy halála előtt négy nappal írt madártani értekezését meglepően világosnak és tárgyilagosnak vélte.
Bizonytalanságra ad okot az a tény is, hogy Rudolf közvetlenül a halála előtt is intézkedéseket hozott. Levelet küldött például a Badenben élő Alexander Koller tábornoknak, akit meghívott vacsorára, és Károlyi Istvánnak is, akivel a véderőtörvény kapcsán állt kapcsolatban. Ezeket a tényeket a gyilkosság elmélet képviselő előszeretettel használják fel döntő bizonyítékként. Az azonban kétségtelen tény, hogy Rudolf nem lehetett biztos sem az öngyilkosságban, sem pedig abban, hogy a fiatal lányt is magával rántsa. Rudolf ugyanis még a halála előtt utasította Bratfischt, hogy másnap reggel 8-ra jelenjen meg a fiákerrel, és vigye Bécsbe Mariát.
1945 tavaszán a szovjet csapatok feldúlták az apátságot, így Maria von Vetsera nyughelyét is. A maradványok újratemetése előtt felkérték Gerd Hollert, hogy vizsgálja meg azokat. Holler szakvéleményében azt a megállapítást tette, hogy a koponyán nem volt golyó ütötte nyom. A Vatikánban történt kutatás után felállította elméletét Mayerlinggel kapcsolatban, amely szerint Maria egy rosszul sikerült abortusz következtében vesztette életét, és a kétségbe esett Rudolf végzett magával.

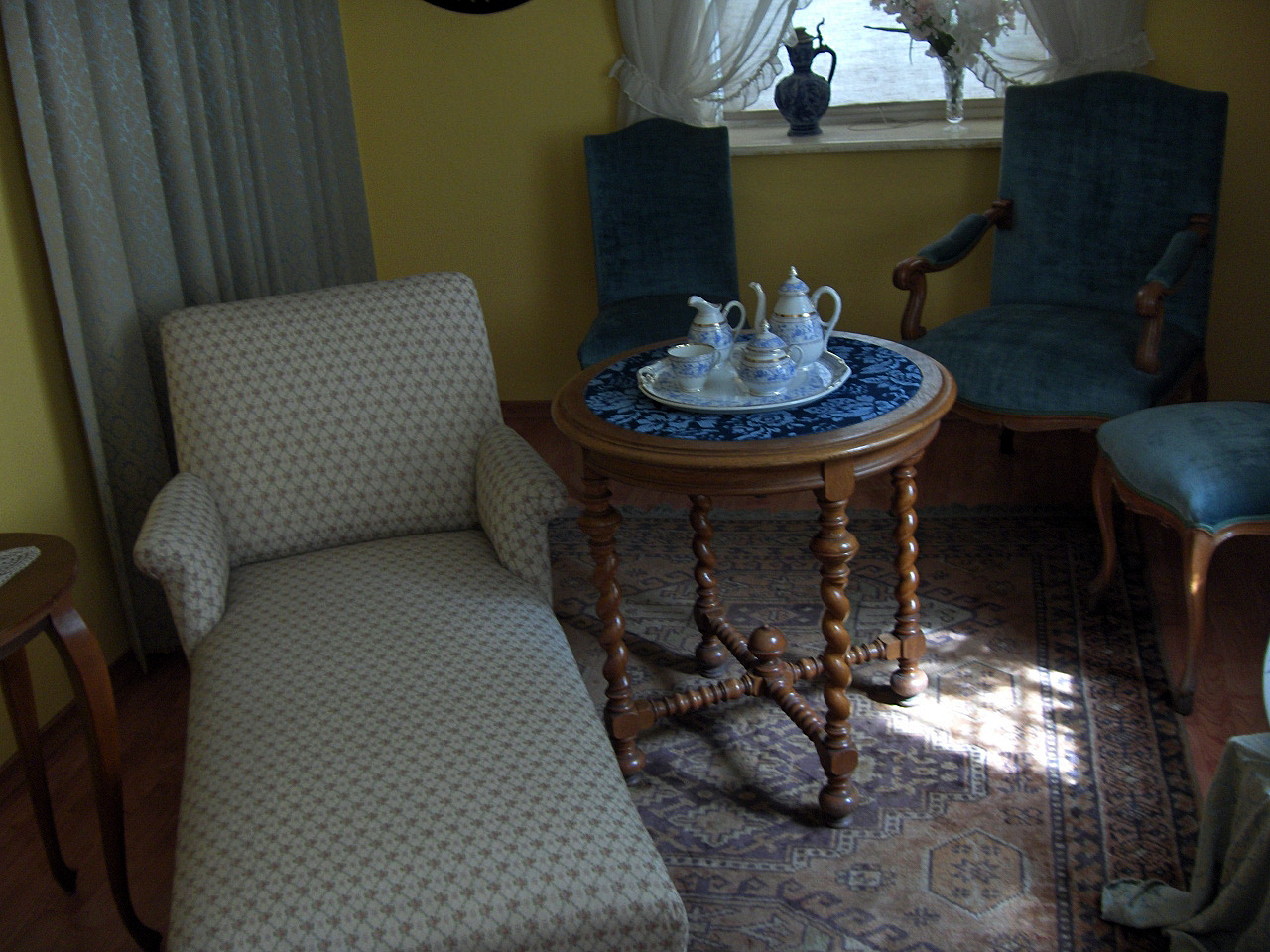
Mayerlingi szoba rekonstrukció

1991-ben Maria von Vetsera földi maradványait ellopták a heiligenkreuzi temetőből. A rendőrség megtalálta a tettest, Helmut Flatzelsteiner, linzi bútorkereskedőt, aki megszállottan kutatott az események után, és saját költségén törvényszéki vizsgálatokat végeztetett a maradványokon 1993 februárjában. A kutatás eredményeit nem hozták nyilvánosságra, és nem is rendszerezték azokat. Azt nem sikerült tisztázni, hogy a maradványok Mariától származnak-e, mert a DNS vizsgálatokat nem engedélyezték. Ruházata alapján az 1890-es években temethették el, kora pedig 18 év körüli lehetett. Flatzelsteiner mindent gondosan lefényképezett, ezekből kiderül, hogy valószínűleg 9 mm-es revolverből származó lövések nyomai találhatók a koponya bal oldalán.

#### Zavarba ejtő tanúvallomások
A különböző tanúk eltérő vallomásaikkal csak fokozták a történtek körül kialakult bizonytalanságot.
Nagynénje, Mária Terézia állítása szerint a ravatalon fekvő trónörökös kesztyűje pamuttal volt kitömve, mert a keze eltört, és állítása szerint Rudolf beszélt neki arról, hogy gyilkosság áldozatává fog válni. Ehhez részben kapcsolódik Zita királyné testvérének, Xavér Bourbon–pármai hercegnek vallomása, akinek a Historia magazin 1982. decemberi számában megjelent interjúja szerint Rudolf kézfeje le volt vágva. Ezt cáfolja Festetics Mária – aki látta a ravatalon Rudolfot – visszaemlékezése, mely szerint a lövés nyomai a halántékon láthatóak voltak, illetve a kezén a lövés következtében keletkezett égési nyomokat vett észre. Tagadta azokat a híreszteléseket, amely szerint a szabadkőművesek gyilkolták volna meg Rudolfot, és eskütevő ujját távolították volna el így.
Rudolf ütésektől megsérült fejének tényét – melyről tapintással bizonyosodtak meg – megemlítik testvérével, Gizellával és Mária Teréziával kapcsolatban is.
Az osztrák–magyar vatikáni nagykövet unokája, Helen Esterházy visszaemlékezése szerint nagyapja dekódolta azt a második titkos táviratot, amit Bécs a Szentszékkel váltott Rudolf egyházi temetésével kapcsolatban, és amelyből kiderült, hogy Rudolf gyilkosság áldozata lett. Ez a távirat sem a Vatikán, sem Bécs irattárában nem található meg. Más források szerint a Vatikán birtokában van ennek az iratnak, csak nem adja ki.
1889-ben a bécsi német nagykövet Bismarcknak írott levelében – Luigi Galimberti pápai nunciusra és Laurenz Mayer udvari alamizsnásra hivatkozva – a gyilkosság mellett érvel, leírja, hogy a sérülések máshol találhatók, és a nyilvánosságra hozotton kívül több is van, illetve, hogy a revolver nem Rudolfé volt, valamint annak mind a hat golyóját kilőtték.
A walesi herceg arról tájékoztatja anyját, Viktóriát, hogy Lord Salisbury biztos afelől, „hogy Rudolf és a szegény lány gyilkosság áldozata lett.”
Rudolf apósa egy fivéréhez írott levélben, mely 1942-ben került nyilvánosságra, leírja, hogy fontos kitartani az öngyilkosság ténye mellett, mert csak így lehet eltitkolni a még nagyobb botrányt.

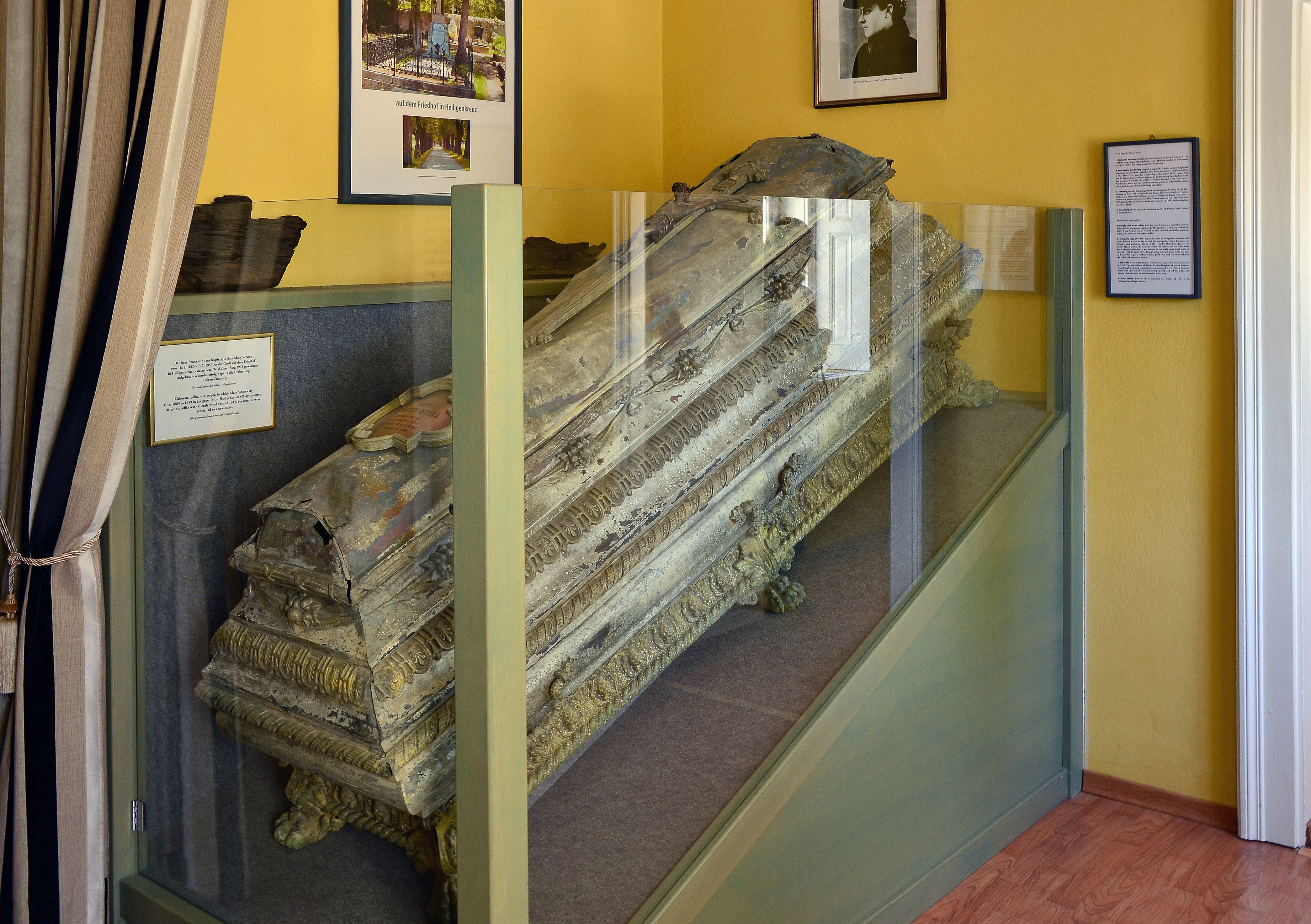
Maria koporsója

Zita osztrák császárné, az utolsó magyar uralkodó özvegye, 1983-ban a Kronen Zeitungban nyilvánosságra hozott állítása szerint a trónörököst és fiatal szeretőjét összeesküvők gyilkolták meg (konkrét személyről nem beszélve). A gyilkosság célja Rudolf elnémítása lett volna, miután a trónörökös visszautasította, hogy részt vegyen egy, a francia kormány által szervezett puccsban, amellyel félreállították volna a konzervatív és németbarát Ferenc Józsefet, hogy helyette a franciabarát liberális Rudolfot ültessék a magyar trónra, az osztrákra pedig János Szalvátort. Bár Zita császárné élete végéig sem adott semmilyen bizonyítékot, állításai a sajtó révén gyorsan elterjedtek, főként az általuk képviselt médiahírérték miatt.
Erich Feigl osztrák újságíró 1984-ben megjelent könyvében Zitával és annak testvérével, Félix herceggel folytatott beszélgetésekre hivatkozva, konkrétan megnevezi a gyilkosság értelmi szerzőjét Clemenceau személyében. Az elmélet szerint a gyilkosok létrával jutottak be a kastélyba, és ott előbb Rudolffal dulakodtak, majd megölték, később pedig Maria életét oltották ki.
Egy Frederic Wolf nevű allandi asztalos arról vallott, hogy apját kérték fel Mayerlingben az eset után arra, hogy a szobában esett károkat kijavítsa. Apja két nappal az eset után érkezett meg Mayerlingbe, és állítása szerint a hálószobában a bútorok fel voltak forgatva, és a falon is golyó ütötte nyomok voltak láthatóak. Az ágy mellett hatalmas vértócsáról számolt be, amelynek eltávolításához a padlót is ki kellett cserélni. Elbeszélése szerint az ablak be volt törve, és kintről egy létra volt a falhoz támasztva. Loschek vallomásában tagadta azt, hogy a trónörökös fején üvegcserepek lettek volna.
A Clemenceau-puccs története létezik olyan változatban is, hogy Rudolf együttműködött a franciákkal, és aktívan részt vett a puccs előkészítésében. E verzió szerint Rudolfot Bismarck éppen azért ölette volna meg, hogy megakadályozzák a tervezett államcsínyt, és elvágja a Monarchia lehetséges francia kapcsolatát. Emellett léteznek olyan feltevések is, hogy a hatalmára féltékeny császár állt Rudolf halála mögött.
1953-ban Brüsszelben jelent meg egy könyv (La tragédie de Mayerling), melynek szerzője magát Ugeknek nevezte, azt állítva, hogy egy régi magyar család sarja. Könyvében kifejti saját álláspontját Mayerlinggel kapcsolatban, miszerint Rudolfot Ferenc Ferdinánd ölette meg, pánszláv célok érdekében, mert véleménye szerint Ferenc Ferdinánd a szlávokban látta egy megerősödött Monarchia letéteményesét, akiknek a segítségével akár területi növekedés is elérhetővé válhatott volna. A szerző Rudnay Egyed volt, elmélete szerint Rudolfot egy szerelmi találka ürügyével csalták Mayerlingbe, és a biliárdteremben egy cseh tisztekből álló csoport székekkel és kardokkal agyonverte, majd Mariaval már fegyverrel végeztek, ahogy az odasiető Bauer fővadásszal is.
Bécsben olyan szóbeszéd is elterjedt, hogy Maria nagybátyja, Alexander Baltazzi, értesülvén Maria megszöktetéséről, utánuk ment volna Mayerlingbe azzal a szándékkal, hogy akár erőszak árán is visszahozza 17 éves unokahúgát, de azt nem lehet tudni, hogy Mariát élve vagy holtan találta-e a vadászkastélyban. Felelősségre vonta Rudolfot, verekedés alakult ki, és ennek során Alexander ölte meg a trónörököst. Ennek a teóriának ellentmond az a tény, hogy Alexander Baltazzit sem akkor, sem később nem zaklatta az osztrák rendőrhatóság.[forrás?]

## A történtek utóélete

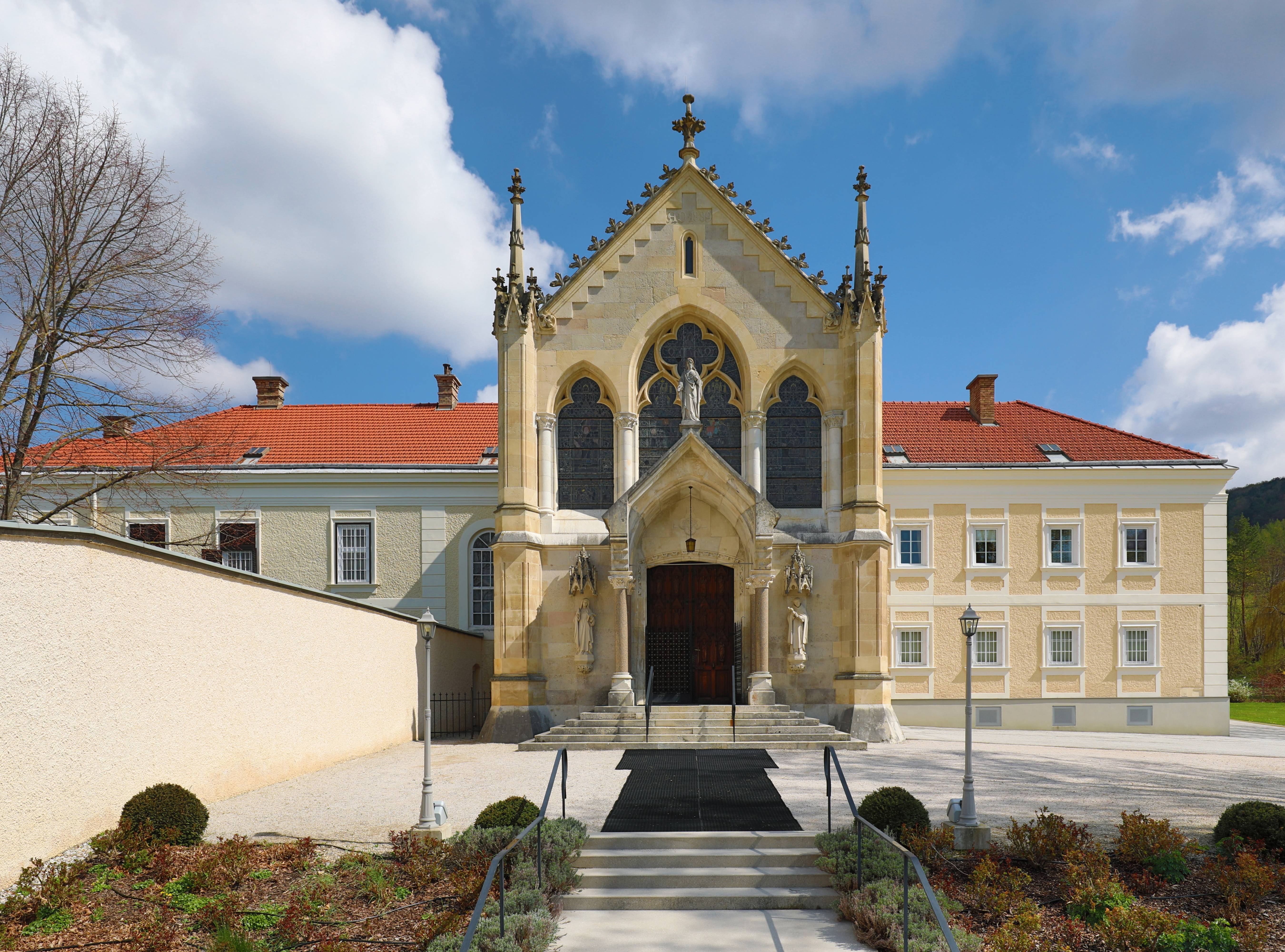
A karmelita kolostor Mayerlingben (2022)

Bár hivatalosan hosszú évekig titkolták, hogy ketten voltak a Mayerlingi kastélyban azon az éjjelen, de már a külföldi lapok a következő napokban jelentettek meg írásokat, amelyekből kiderült ennek ellenkezője. A Berliner Börsencourier még csak arról értesült, hogy a fiatal „Vecera” bárónő meghalt, a Münchner Neueste Nachrichten értesülései pontosabbak voltak, mert öngyilkosságának helyéről megjegyzi, hogy egybeesett azzal a hellyel, ahol Rudolf élete is kihunyt. A Freisinnige Zeitung február 5-i számában már kettejük halálának összekapcsolódásáról írtak. Ahogy teltek a napok, egyre-másra szivárogtak ki az újabb információk a Frankfurter Zeitung és a Figaro hasábjain, szót ejtve kapcsolatukról, a mayerlingi útról és a búcsúlevelekről is. Az osztrák államgépezet azonnal el is kobozta a külföldről a Monarchiába jutott példányokat, és külföldön is igyekezett minél többet felvásárolni belőlük.
De nem csak külföldön, hanem a Monarchiában is akadtak kétségek a hivatalos verzióval szemben; jelentések szólnak arról, hogy rendőrségi fellépésére is szükség volt bizonyos esetekben. Bécsben obszcén képeket kellett lefoglalni, melyeken Rudolf és Maria volt látható, és Bukarestben is botrányos képeken mutogatták őket. A másik halott létezéséről csak a Monarchia összeomlása után lehetett először beszélni a nyilvánosság előtt.
A „tetthelyet”, a mayerlingi vadászkastélyt Ferenc József már 1889-ben a bűnbánó karmeliták apácakolostorává alakíttatta át, amely ma is működik. A kápolna oltára ott áll, ahol egykor a trónörökös holttestét megtalálták az ágyon fekve. A császár az apácák feladatául szabta, hogy minden nap Rudolf lelki üdvéért imádkozzanak.

## Rudolf alakja filmen, színházban

### Játékfilmek
A mayerlingi tragédiát számtalan szépirodalmi mű és játékfilm dolgozta fel, napjainkban is készülnek ilyenek. Ezek mindenkor annak a korszaknak szellemiségét tükrözik, melyben készültek. 
- Tragödie im Hause Habsburg (Tragédia a Habsburg-házban), 1924. Némafilm, amelyet Bécsben és Berlinben forgattak. Rendezője Alexander Korda volt. Vetsera bárónőt a rendező felesége, María Corda, Rudolfot Zátony Kálmán, Ferenc Józsefet Fenyvessi Emil alakította.
- Mayerling, 1936, rendező: Anatole Litvak. Rudolf trónörököst Charles Boyer, Stefánia főhercegnét Yolande Laffon, Marie von Vetsera bárónőt Danielle Darrieux, Ferenc József császárt Jean Dax, Erzsébet császárnét Gabrielle Dorziat alakította.

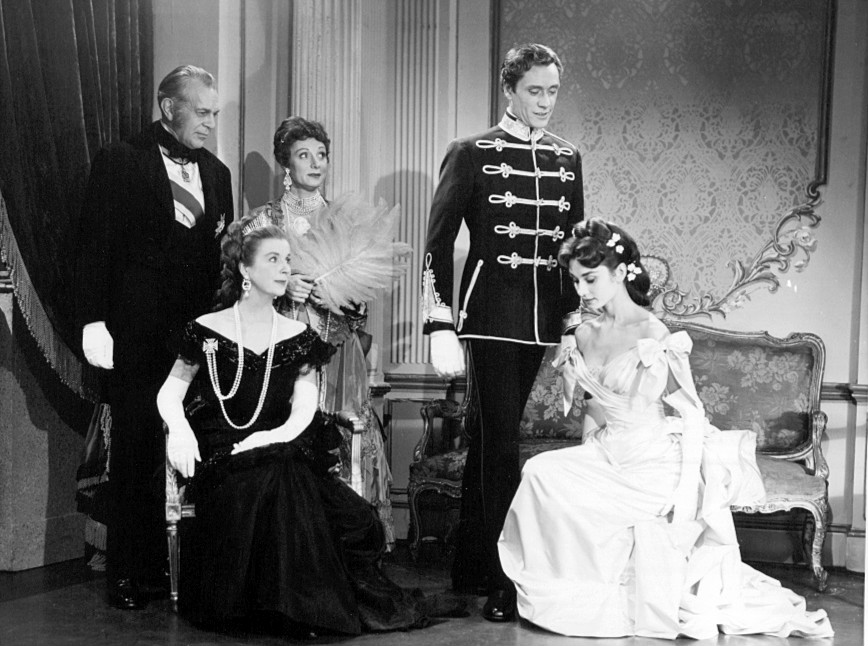
Mel Ferrer és Audrey Hepburn (jobbra), Diana Wynyard (ül) Raymond Massey és Judith Evelyn társaságában, az 1957-es feldolgozásban

- Mayerling, 1957, rendező: Kirk Browning, Anatole Litvak. Rudolf trónörököst Mel Ferrer, Marie von Vetsera bárónőt Audrey Hepburn, Marie von Larisch grófnét Judith Evelyn, Ferenc József császárt Basil Sydney, Erzsébet császárnét Diana Wynyard alakította.
- Mayerling, 1968, rendező: Terence Young. Marie von Vetsera bárónőt Catherine Deneuve, Marie von Larisch grófnét Geneviève Page, Mizzi Kaspart Fabienne Dali, Rudolf trónörököst Omar Sharif, Stefánia főhercegnét Andréa Parisy, Ferenc József császárt James Mason, Erzsébet császárnét Ava Gardner alakította.
- Magánbűnök, közerkölcsök, 1976, rendező: Jancsó Miklós. A szexualitás szokatlanul merész ábrázolása miatt hírhedtté vált film meglehetősen szabadon dolgozza fel a mayerlingi tragédiát. Jancsó értelmezése szerint a szerelmespárt a bécsi udvar (lényegében maga a császár) ölette meg, mivel Rudolf lázadt konzervatív apja ellen (a műben e lázadást a provokatív szexualitás jelképezte). Az olasz–jugoszláv koprodukcióban készült alkotásban Maryt Teresa Ann Savoy, Rudolf trónörököst Balázsovits Lajos alakította.
- Rudolf – Sissi egyetlen fia (Kronprinz Rudolf), két részes osztrák–német–francia–olasz tévéfilm, 2006, rendező: Robert Dornhelm. Marie von Vetsera bárónőt Vittoria Puccini, Marie von Larisch grófnét Julia Cencig, Mizzi Kaspart Birgit Minichmayr, Rudolf trónörököst Max von Thun, Stefánia főhercegnét Daniela Golpashin, Ferenc József császárt Klaus Maria Brandauer, Erzsébet császárnét Sandra Ceccarelli alakítja.
- A mágus című 2006-os filmet (eredeti cím: The Illusionist, rendezte Neil Burger) is a mayerlingi események ihlették, itt az alkotók egy fiktív verziót vázolnak fel. A szereplők nevei kitaláltak, de a történelmi szituáció hasonló.
- A Trónörökös (Der Kronprinz, 1989), rendező: Szinetár Miklós. Mi történt Mayerlingben? – erre a kérdésre próbál választ adni a magyar–osztrák–NSZK tévéfilm. Főszerepben Hirtling István (Rudolf) és Kováts Adél (Mária)

### Színház
- Rudolf musical, Frederic Morton: Nyugtalan ragyogás c. könyve nyomán (szövegíró: Jack Murphy, zeneszerző: Frank Wildhorn). Magyarországon 2006-ban a Budapesti Operettszínház mutatta be, rendező: Kerényi Miklós Gábor.
- Kiss Irén: „Mayerlingi fondorlatok” 1987. Zalaegerszegi Hevesi Sándor Kamaraszínház, rendezte: Tömöry Péter.

Balett
- Mayerling (balett), koreográfus: Sir Kenneth MacMillan, forgatókönyv: Gillian Freeman, zene: Liszt Ferenc műveiből összeállította, részben hangszerelte John Lanchbery. Bemutató: Royal Ballet, London, 1978. február 14. Magyar Állami Operaház, 2004. április 24. Archiválva 2018. május 1-i dátummal a Wayback Machine-ben